# Llista d'asteroides (204001-205000)
Llista d'asteroides del 204001 al 205000, amb data de descoberta i descobridor. És un fragment de la llista d'asteroides completa. Als asteroides se'ls dona un número quan es confirma la seva òrbita, per tant apareixen llistats aproximadament segons la data de descobriment.
Contingut: 204001... 204101... 204201... 204301... 204401... 204501... 204601... 204701... 204801... 204901... 

| Nom           | Designació provisional | Data de descobriment   | Lloc de descobriment   | Descobridor/s                                          |
| 204001-204100 | 204001-204100          | 204001-204100          | 204001-204100          | 204001-204100                                          |
| ------------- | ---------------------- | ---------------------- | ---------------------- | ------------------------------------------------------ |
| 204001 -      | 2003 TV38              | 2 d'octubre de 2003    | Kitt Peak              | Spacewatch                                             |
| 204002 -      | 2003 TT51              | 5 d'octubre de 2003    | Kitt Peak              | Spacewatch                                             |
| 204003 -      | 2003 UQ7               | 16 d'octubre de 2003   | Kingsnake              | J. V. McClusky                                         |
| 204004 -      | 2003 UG9               | 18 d'octubre de 2003   | Socorro                | LINEAR                                                 |
| 204005 -      | 2003 UH13              | 17 d'octubre de 2003   | Anderson Mesa          | LONEOS                                                 |
| 204006 -      | 2003 UK14              | 16 d'octubre de 2003   | Kitt Peak              | Spacewatch                                             |
| 204007 -      | 2003 UQ14              | 16 d'octubre de 2003   | Kitt Peak              | Spacewatch                                             |
| 204008 -      | 2003 UR21              | 20 d'octubre de 2003   | Kingsnake              | J. V. McClusky                                         |
| 204009 -      | 2003 UD27              | 23 d'octubre de 2003   | Goodricke-Pigott       | R. A. Tucker                                           |
| 204010 -      | 2003 US27              | 22 d'octubre de 2003   | Goodricke-Pigott       | R. A. Tucker                                           |
| 204011 -      | 2003 UX29              | 23 d'octubre de 2003   | Goodricke-Pigott       | R. A. Tucker                                           |
| 204012 -      | 2003 UW35              | 16 d'octubre de 2003   | Palomar                | NEAT                                                   |
| 204013 -      | 2003 UU38              | 27 d'octubre de 2003   | Ondřejov               | P. Kušnirák                                            |
| 204014 -      | 2003 UA39              | 16 d'octubre de 2003   | Kitt Peak              | Spacewatch                                             |
| 204015 -      | 2003 UK39              | 16 d'octubre de 2003   | Kitt Peak              | Spacewatch                                             |
| 204016 -      | 2003 UW41              | 17 d'octubre de 2003   | Kitt Peak              | Spacewatch                                             |
| 204017 -      | 2003 UM43              | 17 d'octubre de 2003   | Kitt Peak              | Spacewatch                                             |
| 204018 -      | 2003 UE51              | 18 d'octubre de 2003   | Palomar                | NEAT                                                   |
| 204019 -      | 2003 UB61              | 16 d'octubre de 2003   | Palomar                | NEAT                                                   |
| 204020 -      | 2003 UJ61              | 16 d'octubre de 2003   | Anderson Mesa          | LONEOS                                                 |
| 204021 -      | 2003 UB64              | 16 d'octubre de 2003   | Anderson Mesa          | LONEOS                                                 |
| 204022 -      | 2003 UE65              | 16 d'octubre de 2003   | Palomar                | NEAT                                                   |
| 204023 -      | 2003 UX74              | 17 d'octubre de 2003   | Anderson Mesa          | LONEOS                                                 |
| 204024 -      | 2003 UU77              | 17 d'octubre de 2003   | Kitt Peak              | Spacewatch                                             |
| 204025 -      | 2003 UA79              | 18 d'octubre de 2003   | Kitt Peak              | Spacewatch                                             |
| 204026 -      | 2003 UN85              | 18 d'octubre de 2003   | Kitt Peak              | Spacewatch                                             |
| 204027 -      | 2003 UJ88              | 19 d'octubre de 2003   | Anderson Mesa          | LONEOS                                                 |
| 204028 -      | 2003 US88              | 19 d'octubre de 2003   | Anderson Mesa          | LONEOS                                                 |
| 204029 -      | 2003 UK92              | 20 d'octubre de 2003   | Palomar                | NEAT                                                   |
| 204030 -      | 2003 UU92              | 20 d'octubre de 2003   | Palomar                | NEAT                                                   |
| 204031 -      | 2003 UP100             | 19 d'octubre de 2003   | Haleakala              | NEAT                                                   |
| 204032 -      | 2003 UO115             | 20 d'octubre de 2003   | Palomar                | NEAT                                                   |
| 204033 -      | 2003 UF118             | 17 d'octubre de 2003   | Anderson Mesa          | LONEOS                                                 |
| 204034 -      | 2003 UG131             | 19 d'octubre de 2003   | Palomar                | NEAT                                                   |
| 204035 -      | 2003 UP133             | 20 d'octubre de 2003   | Socorro                | LINEAR                                                 |
| 204036 -      | 2003 UX140             | 16 d'octubre de 2003   | Palomar                | NEAT                                                   |
| 204037 -      | 2003 UE152             | 21 d'octubre de 2003   | Kitt Peak              | Spacewatch                                             |
| 204038 -      | 2003 UP152             | 21 d'octubre de 2003   | Palomar                | NEAT                                                   |
| 204039 -      | 2003 UJ155             | 20 d'octubre de 2003   | Socorro                | LINEAR                                                 |
| 204040 -      | 2003 UW158             | 20 d'octubre de 2003   | Kitt Peak              | Spacewatch                                             |
| 204041 -      | 2003 UE165             | 21 d'octubre de 2003   | Palomar                | NEAT                                                   |
| 204042 -      | 2003 UY170             | 19 d'octubre de 2003   | Kitt Peak              | Spacewatch                                             |
| 204043 -      | 2003 UY177             | 21 d'octubre de 2003   | Palomar                | NEAT                                                   |
| 204044 -      | 2003 UZ185             | 22 d'octubre de 2003   | Socorro                | LINEAR                                                 |
| 204045 -      | 2003 UN194             | 20 d'octubre de 2003   | Socorro                | LINEAR                                                 |
| 204046 -      | 2003 UG209             | 23 d'octubre de 2003   | Anderson Mesa          | LONEOS                                                 |
| 204047 -      | 2003 UY212             | 23 d'octubre de 2003   | Kitt Peak              | Spacewatch                                             |
| 204048 -      | 2003 UY220             | 22 d'octubre de 2003   | Kitt Peak              | Spacewatch                                             |
| 204049 -      | 2003 UV223             | 22 d'octubre de 2003   | Socorro                | LINEAR                                                 |
| 204050 -      | 2003 UQ230             | 23 d'octubre de 2003   | Kitt Peak              | Spacewatch                                             |
| 204051 -      | 2003 UW230             | 24 d'octubre de 2003   | Socorro                | LINEAR                                                 |
| 204052 -      | 2003 UK232             | 24 d'octubre de 2003   | Socorro                | LINEAR                                                 |
| 204053 -      | 2003 UX236             | 23 d'octubre de 2003   | Kitt Peak              | Spacewatch                                             |
| 204054 -      | 2003 UG237             | 23 d'octubre de 2003   | Haleakala              | NEAT                                                   |
| 204055 -      | 2003 UM237             | 23 d'octubre de 2003   | Haleakala              | NEAT                                                   |
| 204056 -      | 2003 US245             | 24 d'octubre de 2003   | Socorro                | LINEAR                                                 |
| 204057 -      | 2003 UK256             | 25 d'octubre de 2003   | Socorro                | LINEAR                                                 |
| 204058 -      | 2003 UJ257             | 25 d'octubre de 2003   | Socorro                | LINEAR                                                 |
| 204059 -      | 2003 UV261             | 26 d'octubre de 2003   | Kitt Peak              | Spacewatch                                             |
| 204060 -      | 2003 UA263             | 27 d'octubre de 2003   | Kitt Peak              | Spacewatch                                             |
| 204061 -      | 2003 UQ270             | 17 d'octubre de 2003   | Palomar                | NEAT                                                   |
| 204062 -      | 2003 UX271             | 28 d'octubre de 2003   | Socorro                | LINEAR                                                 |
| 204063 -      | 2003 US278             | 25 d'octubre de 2003   | Socorro                | LINEAR                                                 |
| 204064 -      | 2003 UU290             | 23 d'octubre de 2003   | Kitt Peak              | Spacewatch                                             |
| 204065 -      | 2003 UQ295             | 16 d'octubre de 2003   | Kitt Peak              | Spacewatch                                             |
| 204066 -      | 2003 UY296             | 16 d'octubre de 2003   | Kitt Peak              | Spacewatch                                             |
| 204067 -      | 2003 UB300             | 16 d'octubre de 2003   | Palomar                | NEAT                                                   |
| 204068 -      | 2003 UY307             | 18 d'octubre de 2003   | Kitt Peak              | Spacewatch                                             |
| 204069 -      | 2003 UR316             | 27 d'octubre de 2003   | Kitt Peak              | Spacewatch                                             |
| 204070 -      | 2003 UU336             | 18 d'octubre de 2003   | Kitt Peak              | Spacewatch                                             |
| 204071 -      | 2003 UG379             | 22 d'octubre de 2003   | Apache Point           | SDSS                                                   |
| 204072 -      | 2003 US398             | 22 d'octubre de 2003   | Apache Point           | SDSS                                                   |
| 204073 -      | 2003 VS7               | 15 de novembre de 2003 | Kitt Peak              | Spacewatch                                             |
| 204074 -      | 2003 VR11              | 1 de novembre de 2003  | Socorro                | LINEAR                                                 |
| 204075 -      | 2003 WK                | 16 de novembre de 2003 | Catalina               | CSS                                                    |
| 204076 -      | 2003 WX15              | 16 de novembre de 2003 | Kitt Peak              | Spacewatch                                             |
| 204077 -      | 2003 WK16              | 16 de novembre de 2003 | Kitt Peak              | Spacewatch                                             |
| 204078 -      | 2003 WX16              | 18 de novembre de 2003 | Palomar                | NEAT                                                   |
| 204079 -      | 2003 WA19              | 19 de novembre de 2003 | Socorro                | LINEAR                                                 |
| 204080 -      | 2003 WX26              | 16 de novembre de 2003 | Kitt Peak              | Spacewatch                                             |
| 204081 -      | 2003 WX27              | 16 de novembre de 2003 | Kitt Peak              | Spacewatch                                             |
| 204082 -      | 2003 WK32              | 18 de novembre de 2003 | Kitt Peak              | Spacewatch                                             |
| 204083 -      | 2003 WE34              | 19 de novembre de 2003 | Kitt Peak              | Spacewatch                                             |
| 204084 -      | 2003 WG39              | 19 de novembre de 2003 | Kitt Peak              | Spacewatch                                             |
| 204085 -      | 2003 WY47              | 18 de novembre de 2003 | Kitt Peak              | Spacewatch                                             |
| 204086 -      | 2003 WT53              | 20 de novembre de 2003 | Socorro                | LINEAR                                                 |
| 204087 -      | 2003 WU54              | 20 de novembre de 2003 | Socorro                | LINEAR                                                 |
| 204088 -      | 2003 WW57              | 18 de novembre de 2003 | Kitt Peak              | Spacewatch                                             |
| 204089 -      | 2003 WV59              | 18 de novembre de 2003 | Kitt Peak              | Spacewatch                                             |
| 204090 -      | 2003 WW63              | 19 de novembre de 2003 | Kitt Peak              | Spacewatch                                             |
| 204091 -      | 2003 WX69              | 19 de novembre de 2003 | Kitt Peak              | Spacewatch                                             |
| 204092 -      | 2003 WZ69              | 19 de novembre de 2003 | Campo Imperatore       | CINEOS                                                 |
| 204093 -      | 2003 WX70              | 20 de novembre de 2003 | Socorro                | LINEAR                                                 |
| 204094 -      | 2003 WW77              | 20 de novembre de 2003 | Catalina               | CSS                                                    |
| 204095 -      | 2003 WL79              | 20 de novembre de 2003 | Socorro                | LINEAR                                                 |
| 204096 -      | 2003 WP79              | 20 de novembre de 2003 | Socorro                | LINEAR                                                 |
| 204097 -      | 2003 WD80              | 20 de novembre de 2003 | Socorro                | LINEAR                                                 |
| 204098 -      | 2003 WM86              | 21 de novembre de 2003 | Socorro                | LINEAR                                                 |
| 204099 -      | 2003 WC99              | 20 de novembre de 2003 | Socorro                | LINEAR                                                 |
| 204100 -      | 2003 WO99              | 20 de novembre de 2003 | Socorro                | LINEAR                                                 |
| 204101-204200 |                        |                        |                        |                                                        |
| 204101 -      | 2003 WW100             | 21 de novembre de 2003 | Palomar                | NEAT                                                   |
| 204102 -      | 2003 WG106             | 21 de novembre de 2003 | Socorro                | LINEAR                                                 |
| 204103 -      | 2003 WD108             | 20 de novembre de 2003 | Socorro                | LINEAR                                                 |
| 204104 -      | 2003 WN114             | 20 de novembre de 2003 | Socorro                | LINEAR                                                 |
| 204105 -      | 2003 WR114             | 20 de novembre de 2003 | Socorro                | LINEAR                                                 |
| 204106 -      | 2003 WB126             | 20 de novembre de 2003 | Socorro                | LINEAR                                                 |
| 204107 -      | 2003 WN129             | 21 de novembre de 2003 | Socorro                | LINEAR                                                 |
| 204108 -      | 2003 WJ135             | 21 de novembre de 2003 | Socorro                | LINEAR                                                 |
| 204109 -      | 2003 WV140             | 21 de novembre de 2003 | Socorro                | LINEAR                                                 |
| 204110 -      | 2003 WH142             | 21 de novembre de 2003 | Socorro                | LINEAR                                                 |
| 204111 -      | 2003 WL148             | 24 de novembre de 2003 | Kitt Peak              | Spacewatch                                             |
| 204112 -      | 2003 WT148             | 24 de novembre de 2003 | Anderson Mesa          | LONEOS                                                 |
| 204113 -      | 2003 WF154             | 26 de novembre de 2003 | Socorro                | LINEAR                                                 |
| 204114 -      | 2003 WW154             | 26 de novembre de 2003 | Kitt Peak              | Spacewatch                                             |
| 204115 -      | 2003 WA155             | 26 de novembre de 2003 | Kitt Peak              | Spacewatch                                             |
| 204116 -      | 2003 WQ156             | 29 de novembre de 2003 | Socorro                | LINEAR                                                 |
| 204117 -      | 2003 WJ157             | 24 de novembre de 2003 | Socorro                | LINEAR                                                 |
| 204118 -      | 2003 WW161             | 30 de novembre de 2003 | Socorro                | LINEAR                                                 |
| 204119 -      | 2003 WY163             | 30 de novembre de 2003 | Kitt Peak              | Spacewatch                                             |
| 204120 -      | 2003 WM166             | 24 de novembre de 2003 | Socorro                | LINEAR                                                 |
| 204121 -      | 2003 WB192             | 19 de novembre de 2003 | Socorro                | LINEAR                                                 |
| 204122 -      | 2003 XB7               | 3 de desembre de 2003  | Socorro                | LINEAR                                                 |
| 204123 -      | 2003 XU7               | 3 de desembre de 2003  | Socorro                | LINEAR                                                 |
| 204124 -      | 2003 XY10              | 10 de desembre de 2003 | Palomar                | NEAT                                                   |
| 204125 -      | 2003 XN12              | 14 de desembre de 2003 | Palomar                | NEAT                                                   |
| 204126 -      | 2003 XF19              | 14 de desembre de 2003 | Kitt Peak              | Spacewatch                                             |
| 204127 -      | 2003 XM25              | 1 de desembre de 2003  | Socorro                | LINEAR                                                 |
| 204128 -      | 2003 XU28              | 1 de desembre de 2003  | Kitt Peak              | Spacewatch                                             |
| 204129 -      | 2003 XG37              | 3 de desembre de 2003  | Socorro                | LINEAR                                                 |
| 204130 -      | 2003 XH40              | 14 de desembre de 2003 | Socorro                | LINEAR                                                 |
| 204131 -      | 2003 YL                | 17 de desembre de 2003 | Anderson Mesa          | LONEOS                                                 |
| 204132 -      | 2003 YO9               | 17 de desembre de 2003 | Kitt Peak              | Spacewatch                                             |
| 204133 -      | 2003 YS19              | 17 de desembre de 2003 | Kitt Peak              | Spacewatch                                             |
| 204134 -      | 2003 YM26              | 18 de desembre de 2003 | Kitt Peak              | Spacewatch                                             |
| 204135 -      | 2003 YW29              | 17 de desembre de 2003 | Palomar                | NEAT                                                   |
| 204136 -      | 2003 YA35              | 18 de desembre de 2003 | Catalina               | CSS                                                    |
| 204137 -      | 2003 YV40              | 19 de desembre de 2003 | Kitt Peak              | Spacewatch                                             |
| 204138 -      | 2003 YU46              | 17 de desembre de 2003 | Kitt Peak              | Spacewatch                                             |
| 204139 -      | 2003 YD48              | 18 de desembre de 2003 | Socorro                | LINEAR                                                 |
| 204140 -      | 2003 YE56              | 19 de desembre de 2003 | Socorro                | LINEAR                                                 |
| 204141 -      | 2003 YZ63              | 19 de desembre de 2003 | Socorro                | LINEAR                                                 |
| 204142 -      | 2003 YJ64              | 19 de desembre de 2003 | Socorro                | LINEAR                                                 |
| 204143 -      | 2003 YO68              | 19 de desembre de 2003 | Socorro                | LINEAR                                                 |
| 204144 -      | 2003 YH94              | 21 de desembre de 2003 | Catalina               | CSS                                                    |
| 204145 -      | 2003 YD104             | 21 de desembre de 2003 | Socorro                | LINEAR                                                 |
| 204146 -      | 2003 YH104             | 21 de desembre de 2003 | Socorro                | LINEAR                                                 |
| 204147 -      | 2003 YB110             | 23 de desembre de 2003 | Socorro                | LINEAR                                                 |
| 204148 -      | 2003 YF111             | 21 de desembre de 2003 | Needville              | W. G. Dillon, M. E. Knewtson                           |
| 204149 -      | 2003 YG113             | 23 de desembre de 2003 | Socorro                | LINEAR                                                 |
| 204150 -      | 2003 YV114             | 25 de desembre de 2003 | Haleakala              | NEAT                                                   |
| 204151 -      | 2003 YY127             | 27 de desembre de 2003 | Socorro                | LINEAR                                                 |
| 204152 -      | 2003 YZ138             | 27 de desembre de 2003 | Kitt Peak              | Spacewatch                                             |
| 204153 -      | 2003 YZ168             | 18 de desembre de 2003 | Socorro                | LINEAR                                                 |
| 204154 -      | 2003 YJ169             | 18 de desembre de 2003 | Socorro                | LINEAR                                                 |
| 204155 -      | 2003 YM171             | 18 de desembre de 2003 | Kitt Peak              | Spacewatch                                             |
| 204156 -      | 2004 AD4               | 14 de gener de 2004    | Palomar                | NEAT                                                   |
| 204157 -      | 2004 AA5               | 13 de gener de 2004    | Anderson Mesa          | LONEOS                                                 |
| 204158 -      | 2004 AT13              | 13 de gener de 2004    | Kitt Peak              | Spacewatch                                             |
| 204159 -      | 2004 AO15              | 15 de gener de 2004    | Kitt Peak              | Spacewatch                                             |
| 204160 -      | 2004 BM5               | 16 de gener de 2004    | Kitt Peak              | Spacewatch                                             |
| 204161 -      | 2004 BJ9               | 16 de gener de 2004    | Palomar                | NEAT                                                   |
| 204162 -      | 2004 BX15              | 18 de gener de 2004    | Palomar                | NEAT                                                   |
| 204163 -      | 2004 BH17              | 17 de gener de 2004    | Palomar                | NEAT                                                   |
| 204164 -      | 2004 BW19              | 18 de gener de 2004    | Kitt Peak              | Spacewatch                                             |
| 204165 -      | 2004 BW25              | 20 de gener de 2004    | Socorro                | LINEAR                                                 |
| 204166 -      | 2004 BT29              | 18 de gener de 2004    | Palomar                | NEAT                                                   |
| 204167 -      | 2004 BP31              | 19 de gener de 2004    | Anderson Mesa          | LONEOS                                                 |
| 204168 -      | 2004 BW31              | 19 de gener de 2004    | Anderson Mesa          | LONEOS                                                 |
| 204169 -      | 2004 BV32              | 19 de gener de 2004    | Kitt Peak              | Spacewatch                                             |
| 204170 -      | 2004 BC33              | 19 de gener de 2004    | Kitt Peak              | Spacewatch                                             |
| 204171 -      | 2004 BW33              | 19 de gener de 2004    | Kitt Peak              | Spacewatch                                             |
| 204172 -      | 2004 BD35              | 19 de gener de 2004    | Kitt Peak              | Spacewatch                                             |
| 204173 -      | 2004 BL35              | 19 de gener de 2004    | Kitt Peak              | Spacewatch                                             |
| 204174 -      | 2004 BH37              | 19 de gener de 2004    | Kitt Peak              | Spacewatch                                             |
| 204175 -      | 2004 BP40              | 21 de gener de 2004    | Socorro                | LINEAR                                                 |
| 204176 -      | 2004 BP41              | 23 de gener de 2004    | Anderson Mesa          | LONEOS                                                 |
| 204177 -      | 2004 BF44              | 22 de gener de 2004    | Socorro                | LINEAR                                                 |
| 204178 -      | 2004 BO49              | 21 de gener de 2004    | Socorro                | LINEAR                                                 |
| 204179 -      | 2004 BZ49              | 21 de gener de 2004    | Socorro                | LINEAR                                                 |
| 204180 -      | 2004 BL51              | 21 de gener de 2004    | Socorro                | LINEAR                                                 |
| 204181 -      | 2004 BL52              | 21 de gener de 2004    | Socorro                | LINEAR                                                 |
| 204182 -      | 2004 BZ52              | 22 de gener de 2004    | Socorro                | LINEAR                                                 |
| 204183 -      | 2004 BL53              | 22 de gener de 2004    | Socorro                | LINEAR                                                 |
| 204184 -      | 2004 BG54              | 22 de gener de 2004    | Socorro                | LINEAR                                                 |
| 204185 -      | 2004 BX55              | 22 de gener de 2004    | Socorro                | LINEAR                                                 |
| 204186 -      | 2004 BC56              | 23 de gener de 2004    | Anderson Mesa          | LONEOS                                                 |
| 204187 -      | 2004 BN58              | 23 de gener de 2004    | Socorro                | LINEAR                                                 |
| 204188 -      | 2004 BB65              | 22 de gener de 2004    | Socorro                | LINEAR                                                 |
| 204189 -      | 2004 BL76              | 24 de gener de 2004    | Socorro                | LINEAR                                                 |
| 204190 -      | 2004 BO77              | 22 de gener de 2004    | Socorro                | LINEAR                                                 |
| 204191 -      | 2004 BW79              | 24 de gener de 2004    | Socorro                | LINEAR                                                 |
| 204192 -      | 2004 BX88              | 23 de gener de 2004    | Socorro                | LINEAR                                                 |
| 204193 -      | 2004 BB90              | 23 de gener de 2004    | Socorro                | LINEAR                                                 |
| 204194 -      | 2004 BE95              | 28 de gener de 2004    | Socorro                | LINEAR                                                 |
| 204195 -      | 2004 BX103             | 23 de gener de 2004    | Socorro                | LINEAR                                                 |
| 204196 -      | 2004 BU107             | 28 de gener de 2004    | Catalina               | CSS                                                    |
| 204197 -      | 2004 BE121             | 31 de gener de 2004    | Campo Imperatore       | CINEOS                                                 |
| 204198 -      | 2004 BG137             | 19 de gener de 2004    | Kitt Peak              | Spacewatch                                             |
| 204199 -      | 2004 BW143             | 19 de gener de 2004    | Kitt Peak              | Spacewatch                                             |
| 204200 -      | 2004 BY147             | 16 de gener de 2004    | Palomar                | NEAT                                                   |
| 204201-204300 |                        |                        |                        |                                                        |
| 204201 -      | 2004 BS150             | 17 de gener de 2004    | Haleakala              | NEAT                                                   |
| 204202 -      | 2004 CA                | 2 de febrer de 2004    | Catalina               | CSS                                                    |
| 204203 -      | 2004 CT5               | 10 de febrer de 2004   | Catalina               | CSS                                                    |
| 204204 -      | 2004 CP8               | 11 de febrer de 2004   | Kitt Peak              | Spacewatch                                             |
| 204205 -      | 2004 CX9               | 11 de febrer de 2004   | Catalina               | CSS                                                    |
| 204206 -      | 2004 CC14              | 11 de febrer de 2004   | Anderson Mesa          | LONEOS                                                 |
| 204207 -      | 2004 CG17              | 11 de febrer de 2004   | Kitt Peak              | Spacewatch                                             |
| 204208 -      | 2004 CL22              | 11 de febrer de 2004   | Palomar                | NEAT                                                   |
| 204209 -      | 2004 CO29              | 12 de febrer de 2004   | Kitt Peak              | Spacewatch                                             |
| 204210 -      | 2004 CU42              | 11 de febrer de 2004   | Kitt Peak              | Spacewatch                                             |
| 204211 -      | 2004 CX42              | 11 de febrer de 2004   | Anderson Mesa          | LONEOS                                                 |
| 204212 -      | 2004 CL44              | 13 de febrer de 2004   | Kitt Peak              | Spacewatch                                             |
| 204213 -      | 2004 CH54              | 11 de febrer de 2004   | Kitt Peak              | Spacewatch                                             |
| 204214 -      | 2004 CW58              | 10 de febrer de 2004   | Palomar                | NEAT                                                   |
| 204215 -      | 2004 CA67              | 15 de febrer de 2004   | Socorro                | LINEAR                                                 |
| 204216 -      | 2004 CM68              | 11 de febrer de 2004   | Palomar                | NEAT                                                   |
| 204217 -      | 2004 CB80              | 11 de febrer de 2004   | Palomar                | NEAT                                                   |
| 204218 -      | 2004 CQ80              | 11 de febrer de 2004   | Palomar                | NEAT                                                   |
| 204219 -      | 2004 CY82              | 12 de febrer de 2004   | Palomar                | NEAT                                                   |
| 204220 -      | 2004 CJ85              | 14 de febrer de 2004   | Kitt Peak              | Spacewatch                                             |
| 204221 -      | 2004 CO85              | 14 de febrer de 2004   | Kitt Peak              | Spacewatch                                             |
| 204222 -      | 2004 CF88              | 11 de febrer de 2004   | Kitt Peak              | Spacewatch                                             |
| 204223 -      | 2004 CS90              | 12 de febrer de 2004   | Palomar                | NEAT                                                   |
| 204224 -      | 2004 CZ92              | 15 de febrer de 2004   | Socorro                | LINEAR                                                 |
| 204225 -      | 2004 CX98              | 14 de febrer de 2004   | Catalina               | CSS                                                    |
| 204226 -      | 2004 CK102             | 12 de febrer de 2004   | Palomar                | NEAT                                                   |
| 204227 -      | 2004 CA113             | 13 de febrer de 2004   | Anderson Mesa          | LONEOS                                                 |
| 204228 -      | 2004 CB114             | 13 de febrer de 2004   | Anderson Mesa          | LONEOS                                                 |
| 204229 -      | 2004 CD116             | 11 de febrer de 2004   | Kitt Peak              | Spacewatch                                             |
| 204230 -      | 2004 CV128             | 14 de febrer de 2004   | Kitt Peak              | Spacewatch                                             |
| 204231 -      | 2004 CC129             | 14 de febrer de 2004   | Kitt Peak              | Spacewatch                                             |
| 204232 -      | 2004 DG2               | 19 de febrer de 2004   | Socorro                | LINEAR                                                 |
| 204233 -      | 2004 DA7               | 16 de febrer de 2004   | Kitt Peak              | Spacewatch                                             |
| 204234 -      | 2004 DZ17              | 18 de febrer de 2004   | Socorro                | LINEAR                                                 |
| 204235 -      | 2004 DQ30              | 17 de febrer de 2004   | Socorro                | LINEAR                                                 |
| 204236 -      | 2004 DB33              | 18 de febrer de 2004   | Socorro                | LINEAR                                                 |
| 204237 -      | 2004 DR33              | 18 de febrer de 2004   | Socorro                | LINEAR                                                 |
| 204238 -      | 2004 DS33              | 18 de febrer de 2004   | Socorro                | LINEAR                                                 |
| 204239 -      | 2004 DS39              | 23 de febrer de 2004   | Socorro                | LINEAR                                                 |
| 204240 -      | 2004 DL42              | 19 de febrer de 2004   | Socorro                | LINEAR                                                 |
| 204241 -      | 2004 DU48              | 19 de febrer de 2004   | Socorro                | LINEAR                                                 |
| 204242 -      | 2004 DV48              | 19 de febrer de 2004   | Socorro                | LINEAR                                                 |
| 204243 -      | 2004 DH50              | 22 de febrer de 2004   | Kitt Peak              | Spacewatch                                             |
| 204244 -      | 2004 DN54              | 22 de febrer de 2004   | Kitt Peak              | Spacewatch                                             |
| 204245 -      | 2004 DT54              | 22 de febrer de 2004   | Kitt Peak              | Spacewatch                                             |
| 204246 -      | 2004 DQ56              | 22 de febrer de 2004   | Kitt Peak              | Spacewatch                                             |
| 204247 -      | 2004 DC58              | 23 de febrer de 2004   | Socorro                | LINEAR                                                 |
| 204248 -      | 2004 EG1               | 14 de març de 2004     | Socorro                | LINEAR                                                 |
| 204249 -      | 2004 EU4               | 11 de març de 2004     | Palomar                | NEAT                                                   |
| 204250 -      | 2004 EH26              | 14 de març de 2004     | Kitt Peak              | Spacewatch                                             |
| 204251 -      | 2004 EQ28              | 15 de març de 2004     | Kitt Peak              | Spacewatch                                             |
| 204252 -      | 2004 EA38              | 14 de març de 2004     | Palomar                | NEAT                                                   |
| 204253 -      | 2004 EB39              | 14 de març de 2004     | Palomar                | NEAT                                                   |
| 204254 -      | 2004 ET54              | 14 de març de 2004     | Palomar                | NEAT                                                   |
| 204255 -      | 2004 EB57              | 15 de març de 2004     | Palomar                | NEAT                                                   |
| 204256 -      | 2004 EW68              | 15 de març de 2004     | Socorro                | LINEAR                                                 |
| 204257 -      | 2004 EL74              | 13 de març de 2004     | Palomar                | NEAT                                                   |
| 204258 -      | 2004 EL84              | 15 de març de 2004     | Catalina               | CSS                                                    |
| 204259 -      | 2004 EZ84              | 15 de març de 2004     | Catalina               | CSS                                                    |
| 204260 -      | 2004 FA1               | 17 de març de 2004     | Mount Graham           | W. H. Ryan, C. T. Martinez                             |
| 204261 -      | 2004 FH16              | 26 de març de 2004     | Socorro                | LINEAR                                                 |
| 204262 -      | 2004 FZ21              | 16 de març de 2004     | Socorro                | LINEAR                                                 |
| 204263 -      | 2004 FG30              | 19 de març de 2004     | Catalina               | CSS                                                    |
| 204264 -      | 2004 FL31              | 17 de març de 2004     | Palomar                | NEAT                                                   |
| 204265 -      | 2004 FG32              | 30 de març de 2004     | Socorro                | LINEAR                                                 |
| 204266 -      | 2004 FC33              | 16 de març de 2004     | Catalina               | CSS                                                    |
| 204267 -      | 2004 FD38              | 17 de març de 2004     | Socorro                | LINEAR                                                 |
| 204268 -      | 2004 FZ48              | 18 de març de 2004     | Socorro                | LINEAR                                                 |
| 204269 -      | 2004 FQ83              | 18 de març de 2004     | Catalina               | CSS                                                    |
| 204270 -      | 2004 FJ92              | 18 de març de 2004     | Socorro                | LINEAR                                                 |
| 204271 -      | 2004 FP102             | 22 de març de 2004     | Socorro                | LINEAR                                                 |
| 204272 -      | 2004 FV119             | 23 de març de 2004     | Socorro                | LINEAR                                                 |
| 204273 -      | 2004 FP130             | 22 de març de 2004     | Anderson Mesa          | LONEOS                                                 |
| 204274 -      | 2004 FL142             | 27 de març de 2004     | Socorro                | LINEAR                                                 |
| 204275 -      | 2004 FD144             | 29 de març de 2004     | Catalina               | CSS                                                    |
| 204276 -      | 2004 FU145             | 30 de març de 2004     | Kitt Peak              | Spacewatch                                             |
| 204277 -      | 2004 GJ19              | 14 d'abril de 2004     | Socorro                | LINEAR                                                 |
| 204278 -      | 2004 HG1               | 17 d'abril de 2004     | Socorro                | LINEAR                                                 |
| 204279 -      | 2004 HV5               | 17 d'abril de 2004     | Socorro                | LINEAR                                                 |
| 204280 -      | 2004 HJ34              | 17 d'abril de 2004     | Socorro                | LINEAR                                                 |
| 204281 -      | 2004 HL50              | 23 d'abril de 2004     | Catalina               | CSS                                                    |
| 204282 -      | 2004 KR16              | 27 de maig de 2004     | Kitt Peak              | Spacewatch                                             |
| 204283 -      | 2004 LY8               | 12 de juny de 2004     | Catalina               | CSS                                                    |
| 204284 -      | 2004 LX14              | 11 de juny de 2004     | Palomar                | NEAT                                                   |
| 204285 -      | 2004 LM23              | 15 de juny de 2004     | Socorro                | LINEAR                                                 |
| 204286 -      | 2004 ME1               | 16 de juny de 2004     | Socorro                | LINEAR                                                 |
| 204287 -      | 2004 NK13              | 11 de juliol de 2004   | Socorro                | LINEAR                                                 |
| 204288 -      | 2004 OH5               | 16 de juliol de 2004   | Socorro                | LINEAR                                                 |
| 204289 -      | 2004 PP3               | 3 d'agost de 2004      | Siding Spring          | SSS                                                    |
| 204290 -      | 2004 PV21              | 8 d'agost de 2004      | Palomar                | NEAT                                                   |
| 204291 -      | 2004 PH27              | 8 d'agost de 2004      | Reedy Creek            | J. Broughton                                           |
| 204292 -      | 2004 PR33              | 8 d'agost de 2004      | Anderson Mesa          | LONEOS                                                 |
| 204293 -      | 2004 PD34              | 8 d'agost de 2004      | Anderson Mesa          | LONEOS                                                 |
| 204294 -      | 2004 PA39              | 9 d'agost de 2004      | Socorro                | LINEAR                                                 |
| 204295 -      | 2004 PO45              | 7 d'agost de 2004      | Palomar                | NEAT                                                   |
| 204296 -      | 2004 PT61              | 9 d'agost de 2004      | Socorro                | LINEAR                                                 |
| 204297 -      | 2004 PV61              | 9 d'agost de 2004      | Socorro                | LINEAR                                                 |
| 204298 -      | 2004 PR63              | 10 d'agost de 2004     | Socorro                | LINEAR                                                 |
| 204299 -      | 2004 PM72              | 8 d'agost de 2004      | Socorro                | LINEAR                                                 |
| 204300 -      | 2004 PT79              | 9 d'agost de 2004      | Anderson Mesa          | LONEOS                                                 |
| 204301-204400 |                        |                        |                        |                                                        |
| 204301 -      | 2004 PU84              | 10 d'agost de 2004     | Socorro                | LINEAR                                                 |
| 204302 -      | 2004 PG85              | 10 d'agost de 2004     | Socorro                | LINEAR                                                 |
| 204303 -      | 2004 PK88              | 11 d'agost de 2004     | Socorro                | LINEAR                                                 |
| 204304 -      | 2004 PW90              | 10 d'agost de 2004     | Socorro                | LINEAR                                                 |
| 204305 -      | 2004 PM91              | 11 d'agost de 2004     | Socorro                | LINEAR                                                 |
| 204306 -      | 2004 PE98              | 15 d'agost de 2004     | Reedy Creek            | J. Broughton                                           |
| 204307 -      | 2004 PG99              | 9 d'agost de 2004      | Socorro                | LINEAR                                                 |
| 204308 -      | 2004 PN100             | 12 d'agost de 2004     | Socorro                | LINEAR                                                 |
| 204309 -      | 2004 RQ3               | 4 de setembre de 2004  | Palomar                | NEAT                                                   |
| 204310 -      | 2004 RX20              | 7 de setembre de 2004  | Kitt Peak              | Spacewatch                                             |
| 204311 -      | 2004 RH29              | 7 de setembre de 2004  | Socorro                | LINEAR                                                 |
| 204312 -      | 2004 RG30              | 7 de setembre de 2004  | Socorro                | LINEAR                                                 |
| 204313 -      | 2004 RL32              | 7 de setembre de 2004  | Socorro                | LINEAR                                                 |
| 204314 -      | 2004 RA33              | 7 de setembre de 2004  | Socorro                | LINEAR                                                 |
| 204315 -      | 2004 RN34              | 7 de setembre de 2004  | Socorro                | LINEAR                                                 |
| 204316 -      | 2004 RX46              | 8 de setembre de 2004  | Socorro                | LINEAR                                                 |
| 204317 -      | 2004 RB53              | 8 de setembre de 2004  | Socorro                | LINEAR                                                 |
| 204318 -      | 2004 RM66              | 8 de setembre de 2004  | Socorro                | LINEAR                                                 |
| 204319 -      | 2004 RU66              | 8 de setembre de 2004  | Socorro                | LINEAR                                                 |
| 204320 -      | 2004 RN75              | 8 de setembre de 2004  | Socorro                | LINEAR                                                 |
| 204321 -      | 2004 RC81              | 8 de setembre de 2004  | Socorro                | LINEAR                                                 |
| 204322 -      | 2004 RP81              | 8 de setembre de 2004  | Socorro                | LINEAR                                                 |
| 204323 -      | 2004 RL82              | 9 de setembre de 2004  | Socorro                | LINEAR                                                 |
| 204324 -      | 2004 RU88              | 8 de setembre de 2004  | Socorro                | LINEAR                                                 |
| 204325 -      | 2004 RE101             | 8 de setembre de 2004  | Socorro                | LINEAR                                                 |
| 204326 -      | 2004 RY105             | 8 de setembre de 2004  | Palomar                | NEAT                                                   |
| 204327 -      | 2004 RN106             | 8 de setembre de 2004  | Palomar                | NEAT                                                   |
| 204328 -      | 2004 RF132             | 7 de setembre de 2004  | Kitt Peak              | Spacewatch                                             |
| 204329 -      | 2004 RJ175             | 10 de setembre de 2004 | Socorro                | LINEAR                                                 |
| 204330 -      | 2004 RC183             | 10 de setembre de 2004 | Socorro                | LINEAR                                                 |
| 204331 -      | 2004 RU186             | 10 de setembre de 2004 | Socorro                | LINEAR                                                 |
| 204332 -      | 2004 RJ211             | 11 de setembre de 2004 | Socorro                | LINEAR                                                 |
| 204333 -      | 2004 RD228             | 9 de setembre de 2004  | Kitt Peak              | Spacewatch                                             |
| 204334 -      | 2004 RW233             | 9 de setembre de 2004  | Kitt Peak              | Spacewatch                                             |
| 204335 -      | 2004 RM234             | 10 de setembre de 2004 | Socorro                | LINEAR                                                 |
| 204336 -      | 2004 RD236             | 10 de setembre de 2004 | Socorro                | LINEAR                                                 |
| 204337 -      | 2004 RJ251             | 14 de setembre de 2004 | Palomar                | NEAT                                                   |
| 204338 -      | 2004 RF253             | 15 de setembre de 2004 | Three Buttes           | G. R. Jones                                            |
| 204339 -      | 2004 RX254             | 6 de setembre de 2004  | Palomar                | NEAT                                                   |
| 204340 -      | 2004 RX287             | 15 de setembre de 2004 | 7300 Observatory       | W. K. Y. Yeung                                         |
| 204341 -      | 2004 RH315             | 15 de setembre de 2004 | Kitt Peak              | Spacewatch                                             |
| 204342 -      | 2004 RB316             | 7 de setembre de 2004  | Bergisch Gladbach      | W. Bickel                                              |
| 204343 -      | 2004 RU319             | 13 de setembre de 2004 | Socorro                | LINEAR                                                 |
| 204344 -      | 2004 RF324             | 13 de setembre de 2004 | Socorro                | LINEAR                                                 |
| 204345 -      | 2004 RD325             | 13 de setembre de 2004 | Socorro                | LINEAR                                                 |
| 204346 -      | 2004 RR339             | 8 de setembre de 2004  | Socorro                | LINEAR                                                 |
| 204347 -      | 2004 RG341             | 11 de setembre de 2004 | Socorro                | LINEAR                                                 |
| 204348 -      | 2004 RX345             | 8 de setembre de 2004  | Socorro                | LINEAR                                                 |
| 204349 -      | 2004 SF23              | 17 de setembre de 2004 | Kitt Peak              | Spacewatch                                             |
| 204350 -      | 2004 SR29              | 17 de setembre de 2004 | Socorro                | LINEAR                                                 |
| 204351 -      | 2004 SG39              | 17 de setembre de 2004 | Socorro                | LINEAR                                                 |
| 204352 -      | 2004 SV39              | 17 de setembre de 2004 | Socorro                | LINEAR                                                 |
| 204353 -      | 2004 SB47              | 18 de setembre de 2004 | Socorro                | LINEAR                                                 |
| 204354 -      | 2004 SR53              | 22 de setembre de 2004 | Socorro                | LINEAR                                                 |
| 204355 -      | 2004 TH6               | 2 d'octubre de 2004    | Palomar                | NEAT                                                   |
| 204356 -      | 2004 TP6               | 3 d'octubre de 2004    | Palomar                | NEAT                                                   |
| 204357 -      | 2004 TS6               | 3 d'octubre de 2004    | Palomar                | NEAT                                                   |
| 204358 -      | 2004 TC9               | 4 d'octubre de 2004    | Anderson Mesa          | LONEOS                                                 |
| 204359 -      | 2004 TM9               | 6 d'octubre de 2004    | Yamagata               | Yamagata                                               |
| 204360 -      | 2004 TX14              | 5 d'octubre de 2004    | Goodricke-Pigott       | R. A. Tucker                                           |
| 204361 -      | 2004 TB30              | 4 d'octubre de 2004    | Kitt Peak              | Spacewatch                                             |
| 204362 -      | 2004 TW33              | 4 d'octubre de 2004    | Anderson Mesa          | LONEOS                                                 |
| 204363 -      | 2004 TS34              | 4 d'octubre de 2004    | Anderson Mesa          | LONEOS                                                 |
| 204364 -      | 2004 TE36              | 4 d'octubre de 2004    | Anderson Mesa          | LONEOS                                                 |
| 204365 -      | 2004 TP37              | 4 d'octubre de 2004    | Kitt Peak              | Spacewatch                                             |
| 204366 -      | 2004 TK44              | 4 d'octubre de 2004    | Kitt Peak              | Spacewatch                                             |
| 204367 -      | 2004 TA57              | 5 d'octubre de 2004    | Kitt Peak              | Spacewatch                                             |
| 204368 -      | 2004 TT68              | 5 d'octubre de 2004    | Anderson Mesa          | LONEOS                                                 |
| 204369 -      | 2004 TD69              | 5 d'octubre de 2004    | Anderson Mesa          | LONEOS                                                 |
| 204370 -      | 2004 TH70              | 5 d'octubre de 2004    | Kleť                   | Kleť                                                   |
| 204371 -      | 2004 TE75              | 6 d'octubre de 2004    | Kitt Peak              | Spacewatch                                             |
| 204372 -      | 2004 TG79              | 4 d'octubre de 2004    | Anderson Mesa          | LONEOS                                                 |
| 204373 -      | 2004 TP93              | 5 d'octubre de 2004    | Kitt Peak              | Spacewatch                                             |
| 204374 -      | 2004 TT94              | 5 d'octubre de 2004    | Kitt Peak              | Spacewatch                                             |
| 204375 -      | 2004 TY94              | 5 d'octubre de 2004    | Kitt Peak              | Spacewatch                                             |
| 204376 -      | 2004 TV103             | 7 d'octubre de 2004    | Anderson Mesa          | LONEOS                                                 |
| 204377 -      | 2004 TG108             | 7 d'octubre de 2004    | Socorro                | LINEAR                                                 |
| 204378 -      | 2004 TL115             | 9 d'octubre de 2004    | Anderson Mesa          | LONEOS                                                 |
| 204379 -      | 2004 TB121             | 6 d'octubre de 2004    | Palomar                | NEAT                                                   |
| 204380 -      | 2004 TR121             | 7 d'octubre de 2004    | Anderson Mesa          | LONEOS                                                 |
| 204381 -      | 2004 TO122             | 7 d'octubre de 2004    | Anderson Mesa          | LONEOS                                                 |
| 204382 -      | 2004 TU125             | 7 d'octubre de 2004    | Socorro                | LINEAR                                                 |
| 204383 -      | 2004 TG126             | 7 d'octubre de 2004    | Socorro                | LINEAR                                                 |
| 204384 -      | 2004 TW127             | 7 d'octubre de 2004    | Socorro                | LINEAR                                                 |
| 204385 -      | 2004 TL131             | 7 d'octubre de 2004    | Anderson Mesa          | LONEOS                                                 |
| 204386 -      | 2004 TK143             | 4 d'octubre de 2004    | Kitt Peak              | Spacewatch                                             |
| 204387 -      | 2004 TR143             | 4 d'octubre de 2004    | Kitt Peak              | Spacewatch                                             |
| 204388 -      | 2004 TV143             | 4 d'octubre de 2004    | Kitt Peak              | Spacewatch                                             |
| 204389 -      | 2004 TN147             | 6 d'octubre de 2004    | Kitt Peak              | Spacewatch                                             |
| 204390 -      | 2004 TV183             | 7 d'octubre de 2004    | Kitt Peak              | Spacewatch                                             |
| 204391 -      | 2004 TX221             | 7 d'octubre de 2004    | Socorro                | LINEAR                                                 |
| 204392 -      | 2004 TY246             | 7 d'octubre de 2004    | Socorro                | LINEAR                                                 |
| 204393 -      | 2004 TY263             | 9 d'octubre de 2004    | Kitt Peak              | Spacewatch                                             |
| 204394 -      | 2004 TG269             | 9 d'octubre de 2004    | Kitt Peak              | Spacewatch                                             |
| 204395 -      | 2004 TE275             | 9 d'octubre de 2004    | Kitt Peak              | Spacewatch                                             |
| 204396 -      | 2004 TE281             | 10 d'octubre de 2004   | Kitt Peak              | Spacewatch                                             |
| 204397 -      | 2004 TY287             | 9 d'octubre de 2004    | Kitt Peak              | Spacewatch                                             |
| 204398 -      | 2004 TE296             | 10 d'octubre de 2004   | Kitt Peak              | Spacewatch                                             |
| 204399 -      | 2004 TT296             | 10 d'octubre de 2004   | Kitt Peak              | Spacewatch                                             |
| 204400 -      | 2004 TX296             | 10 d'octubre de 2004   | Kitt Peak              | Spacewatch                                             |
| 204401-204500 |                        |                        |                        |                                                        |
| 204401 -      | 2004 TS329             | 9 d'octubre de 2004    | Kitt Peak              | Spacewatch                                             |
| 204402 -      | 2004 UU9               | 19 d'octubre de 2004   | Socorro                | LINEAR                                                 |
| 204403 -      | 2004 VT                | 2 de novembre de 2004  | Anderson Mesa          | LONEOS                                                 |
| 204404 -      | 2004 VJ2               | 3 de novembre de 2004  | Palomar                | NEAT                                                   |
| 204405 -      | 2004 VQ3               | 3 de novembre de 2004  | Kitt Peak              | Spacewatch                                             |
| 204406 -      | 2004 VA4               | 3 de novembre de 2004  | Palomar                | NEAT                                                   |
| 204407 -      | 2004 VT8               | 3 de novembre de 2004  | Anderson Mesa          | LONEOS                                                 |
| 204408 -      | 2004 VT14              | 4 de novembre de 2004  | Catalina               | CSS                                                    |
| 204409 -      | 2004 VL15              | 4 de novembre de 2004  | Needville              | J. Dellinger, D. Wells                                 |
| 204410 -      | 2004 VP31              | 3 de novembre de 2004  | Kitt Peak              | Spacewatch                                             |
| 204411 -      | 2004 VB34              | 3 de novembre de 2004  | Kitt Peak              | Spacewatch                                             |
| 204412 -      | 2004 VS39              | 4 de novembre de 2004  | Kitt Peak              | Spacewatch                                             |
| 204413 -      | 2004 VH42              | 4 de novembre de 2004  | Kitt Peak              | Spacewatch                                             |
| 204414 -      | 2004 VP44              | 4 de novembre de 2004  | Kitt Peak              | Spacewatch                                             |
| 204415 -      | 2004 VP51              | 4 de novembre de 2004  | Kitt Peak              | Spacewatch                                             |
| 204416 -      | 2004 VC53              | 5 de novembre de 2004  | Campo Imperatore       | CINEOS                                                 |
| 204417 -      | 2004 VT56              | 4 de novembre de 2004  | Catalina               | CSS                                                    |
| 204418 -      | 2004 VR57              | 7 de novembre de 2004  | Socorro                | LINEAR                                                 |
| 204419 -      | 2004 VU61              | 5 de novembre de 2004  | Campo Imperatore       | CINEOS                                                 |
| 204420 -      | 2004 VX62              | 7 de novembre de 2004  | Socorro                | LINEAR                                                 |
| 204421 -      | 2004 VF63              | 10 de novembre de 2004 | Kitt Peak              | Spacewatch                                             |
| 204422 -      | 2004 VC69              | 10 de novembre de 2004 | Kitt Peak              | Spacewatch                                             |
| 204423 -      | 2004 VP74              | 15 de novembre de 2004 | Cordell-Lorenz         | D. T. Durig                                            |
| 204424 -      | 2004 VR74              | 12 de novembre de 2004 | Catalina               | CSS                                                    |
| 204425 -      | 2004 WM3               | 17 de novembre de 2004 | Campo Imperatore       | CINEOS                                                 |
| 204426 -      | 2004 WC7               | 19 de novembre de 2004 | Socorro                | LINEAR                                                 |
| 204427 -      | 2004 XC10              | 2 de desembre de 2004  | Palomar                | NEAT                                                   |
| 204428 -      | 2004 XN13              | 8 de desembre de 2004  | Socorro                | LINEAR                                                 |
| 204429 -      | 2004 XF17              | 3 de desembre de 2004  | Kitt Peak              | Spacewatch                                             |
| 204430 -      | 2004 XA19              | 8 de desembre de 2004  | Socorro                | LINEAR                                                 |
| 204431 -      | 2004 XW28              | 10 de desembre de 2004 | Kitt Peak              | Spacewatch                                             |
| 204432 -      | 2004 XN41              | 11 de desembre de 2004 | Campo Imperatore       | CINEOS                                                 |
| 204433 -      | 2004 XV44              | 11 de desembre de 2004 | Campo Imperatore       | CINEOS                                                 |
| 204434 -      | 2004 XN48              | 10 de desembre de 2004 | Kitt Peak              | Spacewatch                                             |
| 204435 -      | 2004 XB49              | 11 de desembre de 2004 | Socorro                | LINEAR                                                 |
| 204436 -      | 2004 XL59              | 11 de desembre de 2004 | Kitt Peak              | Spacewatch                                             |
| 204437 -      | 2004 XC69              | 9 de desembre de 2004  | Jarnac                 | Jarnac                                                 |
| 204438 -      | 2004 XY76              | 10 de desembre de 2004 | Socorro                | LINEAR                                                 |
| 204439 -      | 2004 XT81              | 10 de desembre de 2004 | Kitt Peak              | Spacewatch                                             |
| 204440 -      | 2004 XP85              | 12 de desembre de 2004 | Catalina               | CSS                                                    |
| 204441 -      | 2004 XJ88              | 10 de desembre de 2004 | Socorro                | LINEAR                                                 |
| 204442 -      | 2004 XW106             | 11 de desembre de 2004 | Socorro                | LINEAR                                                 |
| 204443 -      | 2004 XB108             | 11 de desembre de 2004 | Socorro                | LINEAR                                                 |
| 204444 -      | 2004 XG108             | 11 de desembre de 2004 | Socorro                | LINEAR                                                 |
| 204445 -      | 2004 XA119             | 12 de desembre de 2004 | Kitt Peak              | Spacewatch                                             |
| 204446 -      | 2004 XP119             | 12 de desembre de 2004 | Kitt Peak              | Spacewatch                                             |
| 204447 -      | 2004 XP122             | 9 de desembre de 2004  | Kitt Peak              | Spacewatch                                             |
| 204448 -      | 2004 XY122             | 10 de desembre de 2004 | Socorro                | LINEAR                                                 |
| 204449 -      | 2004 XC132             | 11 de desembre de 2004 | Socorro                | LINEAR                                                 |
| 204450 -      | 2004 XJ137             | 15 de desembre de 2004 | Socorro                | LINEAR                                                 |
| 204451 -      | 2004 XA140             | 13 de desembre de 2004 | Kitt Peak              | Spacewatch                                             |
| 204452 -      | 2004 XO143             | 9 de desembre de 2004  | Kitt Peak              | Spacewatch                                             |
| 204453 -      | 2004 XD155             | 15 de desembre de 2004 | Kitt Peak              | Spacewatch                                             |
| 204454 -      | 2004 XH171             | 10 de desembre de 2004 | Kitt Peak              | Spacewatch                                             |
| 204455 -      | 2004 YJ6               | 18 de desembre de 2004 | Mount Lemmon           | Mount Lemmon Survey                                    |
| 204456 -      | 2004 YJ13              | 18 de desembre de 2004 | Mount Lemmon           | Mount Lemmon Survey                                    |
| 204457 -      | 2004 YM13              | 18 de desembre de 2004 | Mount Lemmon           | Mount Lemmon Survey                                    |
| 204458 -      | 2004 YT14              | 18 de desembre de 2004 | Mount Lemmon           | Mount Lemmon Survey                                    |
| 204459 -      | 2004 YB15              | 18 de desembre de 2004 | Mount Lemmon           | Mount Lemmon Survey                                    |
| 204460 -      | 2004 YV17              | 18 de desembre de 2004 | Mount Lemmon           | Mount Lemmon Survey                                    |
| 204461 -      | 2004 YR25              | 18 de desembre de 2004 | Mount Lemmon           | Mount Lemmon Survey                                    |
| 204462 -      | 2004 YA30              | 16 de desembre de 2004 | Kitt Peak              | Spacewatch                                             |
| 204463 -      | 2005 AL14              | 7 de gener de 2005     | Socorro                | LINEAR                                                 |
| 204464 -      | 2005 AR18              | 8 de gener de 2005     | Socorro                | LINEAR                                                 |
| 204465 -      | 2005 AX20              | 6 de gener de 2005     | Socorro                | LINEAR                                                 |
| 204466 -      | 2005 AE22              | 6 de gener de 2005     | Socorro                | LINEAR                                                 |
| 204467 -      | 2005 AH24              | 7 de gener de 2005     | Catalina               | CSS                                                    |
| 204468 -      | 2005 AE25              | 8 de gener de 2005     | Campo Imperatore       | CINEOS                                                 |
| 204469 -      | 2005 AZ25              | 11 de gener de 2005    | Socorro                | LINEAR                                                 |
| 204470 -      | 2005 AU26              | 13 de gener de 2005    | Catalina               | CSS                                                    |
| 204471 -      | 2005 AV31              | 11 de gener de 2005    | Socorro                | LINEAR                                                 |
| 204472 -      | 2005 AK32              | 11 de gener de 2005    | Socorro                | LINEAR                                                 |
| 204473 -      | 2005 AD36              | 13 de gener de 2005    | Socorro                | LINEAR                                                 |
| 204474 -      | 2005 AV38              | 13 de gener de 2005    | Catalina               | CSS                                                    |
| 204475 -      | 2005 AC40              | 15 de gener de 2005    | Socorro                | LINEAR                                                 |
| 204476 -      | 2005 AG47              | 13 de gener de 2005    | Kitt Peak              | Spacewatch                                             |
| 204477 -      | 2005 AF48              | 13 de gener de 2005    | Kitt Peak              | Spacewatch                                             |
| 204478 -      | 2005 AS54              | 15 de gener de 2005    | Catalina               | CSS                                                    |
| 204479 -      | 2005 AW54              | 15 de gener de 2005    | Socorro                | LINEAR                                                 |
| 204480 -      | 2005 AP57              | 15 de gener de 2005    | Catalina               | CSS                                                    |
| 204481 -      | 2005 AS61              | 15 de gener de 2005    | Kitt Peak              | Spacewatch                                             |
| 204482 -      | 2005 AM67              | 13 de gener de 2005    | RAS                    | A. Lowe                                                |
| 204483 -      | 2005 AZ67              | 13 de gener de 2005    | Kitt Peak              | Spacewatch                                             |
| 204484 -      | 2005 AB76              | 15 de gener de 2005    | Anderson Mesa          | LONEOS                                                 |
| 204485 -      | 2005 AU77              | 15 de gener de 2005    | Kitt Peak              | Spacewatch                                             |
| 204486 -      | 2005 AE78              | 15 de gener de 2005    | Kitt Peak              | Spacewatch                                             |
| 204487 -      | 2005 BJ4               | 16 de gener de 2005    | Kitt Peak              | Spacewatch                                             |
| 204488 -      | 2005 BB10              | 16 de gener de 2005    | Socorro                | LINEAR                                                 |
| 204489 -      | 2005 BL13              | 17 de gener de 2005    | Kitt Peak              | Spacewatch                                             |
| 204490 -      | 2005 BO22              | 16 de gener de 2005    | Kitt Peak              | Spacewatch                                             |
| 204491 -      | 2005 BR28              | 31 de gener de 2005    | Palomar                | NEAT                                                   |
| 204492 -      | 2005 BG29              | 31 de gener de 2005    | Goodricke-Pigott       | R. A. Tucker                                           |
| 204493 -      | 2005 CJ1               | 1 de febrer de 2005    | Catalina               | CSS                                                    |
| 204494 -      | 2005 CN2               | 1 de febrer de 2005    | Catalina               | CSS                                                    |
| 204495 -      | 2005 CC3               | 1 de febrer de 2005    | Catalina               | CSS                                                    |
| 204496 -      | 2005 CH4               | 1 de febrer de 2005    | Kitt Peak              | Spacewatch                                             |
| 204497 -      | 2005 CP16              | 2 de febrer de 2005    | Socorro                | LINEAR                                                 |
| 204498 -      | 2005 CM19              | 2 de febrer de 2005    | Catalina               | CSS                                                    |
| 204499 -      | 2005 CB27              | 1 de febrer de 2005    | Kitt Peak              | Spacewatch                                             |
| 204500 -      | 2005 CK27              | 2 de febrer de 2005    | Socorro                | LINEAR                                                 |
| 204501-204600 |                        |                        |                        |                                                        |
| 204501 -      | 2005 CK31              | 1 de febrer de 2005    | Kitt Peak              | Spacewatch                                             |
| 204502 -      | 2005 CE36              | 3 de febrer de 2005    | Socorro                | LINEAR                                                 |
| 204503 -      | 2005 CB37              | 6 de febrer de 2005    | Palomar                | NEAT                                                   |
| 204504 -      | 2005 CR45              | 2 de febrer de 2005    | Kitt Peak              | Spacewatch                                             |
| 204505 -      | 2005 CE48              | 2 de febrer de 2005    | Kitt Peak              | Spacewatch                                             |
| 204506 -      | 2005 CR56              | 9 de febrer de 2005    | Socorro                | LINEAR                                                 |
| 204507 -      | 2005 CE65              | 9 de febrer de 2005    | Mount Lemmon           | Mount Lemmon Survey                                    |
| 204508 -      | 2005 CW70              | 1 de febrer de 2005    | Kitt Peak              | Spacewatch                                             |
| 204509 -      | 2005 CN71              | 1 de febrer de 2005    | Kitt Peak              | Spacewatch                                             |
| 204510 -      | 2005 CS76              | 4 de febrer de 2005    | Mount Lemmon           | Mount Lemmon Survey                                    |
| 204511 -      | 2005 CP79              | 1 de febrer de 2005    | Catalina               | CSS                                                    |
| 204512 -      | 2005 EF1               | 2 de març de 2005      | Great Shefford         | P. Birtwhistle                                         |
| 204513 -      | 2005 EN7               | 1 de març de 2005      | Kitt Peak              | Spacewatch                                             |
| 204514 -      | 2005 EF17              | 3 de març de 2005      | Kitt Peak              | Spacewatch                                             |
| 204515 -      | 2005 EF19              | 3 de març de 2005      | Kitt Peak              | Spacewatch                                             |
| 204516 -      | 2005 EH21              | 3 de març de 2005      | Catalina               | CSS                                                    |
| 204517 -      | 2005 EL21              | 3 de març de 2005      | Catalina               | CSS                                                    |
| 204518 -      | 2005 EM25              | 3 de març de 2005      | Catalina               | CSS                                                    |
| 204519 -      | 2005 EE28              | 3 de març de 2005      | Catalina               | CSS                                                    |
| 204520 -      | 2005 ER33              | 3 de març de 2005      | Catalina               | CSS                                                    |
| 204521 -      | 2005 EQ50              | 3 de març de 2005      | Catalina               | CSS                                                    |
| 204522 -      | 2005 EQ53              | 4 de març de 2005      | Kitt Peak              | Spacewatch                                             |
| 204523 -      | 2005 EG66              | 4 de març de 2005      | Catalina               | CSS                                                    |
| 204524 -      | 2005 EN74              | 3 de març de 2005      | Catalina               | CSS                                                    |
| 204525 -      | 2005 EW79              | 3 de març de 2005      | Catalina               | CSS                                                    |
| 204526 -      | 2005 EC86              | 4 de març de 2005      | Socorro                | LINEAR                                                 |
| 204527 -      | 2005 EH86              | 4 de març de 2005      | Socorro                | LINEAR                                                 |
| 204528 -      | 2005 EP87              | 4 de març de 2005      | Mount Lemmon           | Mount Lemmon Survey                                    |
| 204529 -      | 2005 EF90              | 8 de març de 2005      | Anderson Mesa          | LONEOS                                                 |
| 204530 -      | 2005 EE102             | 3 de març de 2005      | Catalina               | CSS                                                    |
| 204531 -      | 2005 EC104             | 4 de març de 2005      | Kitt Peak              | Spacewatch                                             |
| 204532 -      | 2005 EY110             | 4 de març de 2005      | Catalina               | CSS                                                    |
| 204533 -      | 2005 EQ115             | 4 de març de 2005      | Socorro                | LINEAR                                                 |
| 204534 -      | 2005 EP118             | 7 de març de 2005      | Socorro                | LINEAR                                                 |
| 204535 -      | 2005 EC136             | 9 de març de 2005      | Anderson Mesa          | LONEOS                                                 |
| 204536 -      | 2005 ET139             | 9 de març de 2005      | Mount Lemmon           | Mount Lemmon Survey                                    |
| 204537 -      | 2005 EM141             | 10 de març de 2005     | Mount Lemmon           | Mount Lemmon Survey                                    |
| 204538 -      | 2005 EE145             | 10 de març de 2005     | Mount Lemmon           | Mount Lemmon Survey                                    |
| 204539 -      | 2005 EW146             | 10 de març de 2005     | Mount Lemmon           | Mount Lemmon Survey                                    |
| 204540 -      | 2005 EW157             | 9 de març de 2005      | Mount Lemmon           | Mount Lemmon Survey                                    |
| 204541 -      | 2005 EF170             | 11 de març de 2005     | Kitt Peak              | Spacewatch                                             |
| 204542 -      | 2005 EP170             | 7 de març de 2005      | Socorro                | LINEAR                                                 |
| 204543 -      | 2005 EU182             | 9 de març de 2005      | Socorro                | LINEAR                                                 |
| 204544 -      | 2005 EZ183             | 9 de març de 2005      | Mount Lemmon           | Mount Lemmon Survey                                    |
| 204545 -      | 2005 ER186             | 10 de març de 2005     | Mount Lemmon           | Mount Lemmon Survey                                    |
| 204546 -      | 2005 EW187             | 10 de març de 2005     | Mount Lemmon           | Mount Lemmon Survey                                    |
| 204547 -      | 2005 EV188             | 10 de març de 2005     | Mount Lemmon           | Mount Lemmon Survey                                    |
| 204548 -      | 2005 EP189             | 11 de març de 2005     | Anderson Mesa          | LONEOS                                                 |
| 204549 -      | 2005 ER191             | 11 de març de 2005     | Mount Lemmon           | Mount Lemmon Survey                                    |
| 204550 -      | 2005 EE193             | 11 de març de 2005     | Mount Lemmon           | Mount Lemmon Survey                                    |
| 204551 -      | 2005 EU194             | 11 de març de 2005     | Mount Lemmon           | Mount Lemmon Survey                                    |
| 204552 -      | 2005 EV194             | 11 de març de 2005     | Mount Lemmon           | Mount Lemmon Survey                                    |
| 204553 -      | 2005 ED218             | 9 de març de 2005      | Kitt Peak              | Spacewatch                                             |
| 204554 -      | 2005 ES222             | 8 de març de 2005      | Socorro                | LINEAR                                                 |
| 204555 -      | 2005 EY249             | 14 de març de 2005     | Mount Lemmon           | Mount Lemmon Survey                                    |
| 204556 -      | 2005 EA261             | 12 de març de 2005     | Socorro                | LINEAR                                                 |
| 204557 -      | 2005 EQ262             | 13 de març de 2005     | Kitt Peak              | Spacewatch                                             |
| 204558 -      | 2005 EP264             | 13 de març de 2005     | Kitt Peak              | Spacewatch                                             |
| 204559 -      | 2005 EG265             | 13 de març de 2005     | Kitt Peak              | Spacewatch                                             |
| 204560 -      | 2005 EY274             | 8 de març de 2005      | Anderson Mesa          | LONEOS                                                 |
| 204561 -      | 2005 EY276             | 8 de març de 2005      | Mount Lemmon           | Mount Lemmon Survey                                    |
| 204562 -      | 2005 EQ277             | 9 de març de 2005      | Catalina               | CSS                                                    |
| 204563 -      | 2005 EO281             | 10 de març de 2005     | Anderson Mesa          | LONEOS                                                 |
| 204564 -      | 2005 EQ281             | 10 de març de 2005     | Catalina               | CSS                                                    |
| 204565 -      | 2005 EF290             | 9 de març de 2005      | Mount Lemmon           | Mount Lemmon Survey                                    |
| 204566 -      | 2005 EL299             | 11 de març de 2005     | Kitt Peak              | M. W. Buie                                             |
| 204567 -      | 2005 ER304             | 11 de març de 2005     | Kitt Peak              | M. W. Buie                                             |
| 204568 -      | 2005 EK309             | 9 de març de 2005      | Mount Lemmon           | Mount Lemmon Survey                                    |
| 204569 -      | 2005 EV311             | 10 de març de 2005     | Mount Lemmon           | Mount Lemmon Survey                                    |
| 204570 -      | 2005 EA317             | 12 de març de 2005     | Kitt Peak              | M. W. Buie                                             |
| 204571 -      | 2005 EX317             | 9 de març de 2005      | Calvin-Rehoboth        | Calvin College                                         |
| 204572 -      | 2005 EM323             | 1 de març de 2005      | Kitt Peak              | Spacewatch                                             |
| 204573 -      | 2005 EF327             | 12 de març de 2005     | Kitt Peak              | Spacewatch                                             |
| 204574 -      | 2005 FC4               | 18 de març de 2005     | Socorro                | LINEAR                                                 |
| 204575 -      | 2005 FS7               | 30 de març de 2005     | Catalina               | CSS                                                    |
| 204576 -      | 2005 GN9               | 3 d'abril de 2005      | Kleť                   | Kleť                                                   |
| 204577 -      | 2005 GC11              | 1 d'abril de 2005      | Anderson Mesa          | LONEOS                                                 |
| 204578 -      | 2005 GX12              | 1 d'abril de 2005      | Anderson Mesa          | LONEOS                                                 |
| 204579 -      | 2005 GV23              | 1 d'abril de 2005      | Anderson Mesa          | LONEOS                                                 |
| 204580 -      | 2005 GV27              | 3 d'abril de 2005      | Palomar                | NEAT                                                   |
| 204581 -      | 2005 GE35              | 2 d'abril de 2005      | Anderson Mesa          | LONEOS                                                 |
| 204582 -      | 2005 GG43              | 5 d'abril de 2005      | Palomar                | NEAT                                                   |
| 204583 -      | 2005 GD44              | 5 d'abril de 2005      | Anderson Mesa          | LONEOS                                                 |
| 204584 -      | 2005 GE46              | 5 d'abril de 2005      | Mount Lemmon           | Mount Lemmon Survey                                    |
| 204585 -      | 2005 GP57              | 6 d'abril de 2005      | Mount Lemmon           | Mount Lemmon Survey                                    |
| 204586 -      | 2005 GQ58              | 1 d'abril de 2005      | Kitt Peak              | Spacewatch                                             |
| 204587 -      | 2005 GQ67              | 2 d'abril de 2005      | Mount Lemmon           | Mount Lemmon Survey                                    |
| 204588 -      | 2005 GE70              | 4 d'abril de 2005      | Kitt Peak              | Spacewatch                                             |
| 204589 -      | 2005 GF74              | 4 d'abril de 2005      | Catalina               | CSS                                                    |
| 204590 -      | 2005 GB90              | 6 d'abril de 2005      | Campo Imperatore       | CINEOS                                                 |
| 204591 -      | 2005 GB104             | 9 d'abril de 2005      | Siding Spring          | SSS                                                    |
| 204592 -      | 2005 GC107             | 10 d'abril de 2005     | Mount Lemmon           | Mount Lemmon Survey                                    |
| 204593 -      | 2005 GH113             | 8 d'abril de 2005      | Socorro                | LINEAR                                                 |
| 204594 -      | 2005 GJ113             | 8 d'abril de 2005      | Socorro                | LINEAR                                                 |
| 204595 -      | 2005 GA122             | 6 d'abril de 2005      | Mount Lemmon           | Mount Lemmon Survey                                    |
| 204596 -      | 2005 GA137             | 10 d'abril de 2005     | Kitt Peak              | Spacewatch                                             |
| 204597 -      | 2005 GO146             | 11 d'abril de 2005     | Kitt Peak              | Spacewatch                                             |
| 204598 -      | 2005 GP157             | 11 d'abril de 2005     | Socorro                | LINEAR                                                 |
| 204599 -      | 2005 GA158             | 12 d'abril de 2005     | Kitt Peak              | Spacewatch                                             |
| 204600 -      | 2005 GJ171             | 12 d'abril de 2005     | Mount Lemmon           | Mount Lemmon Survey                                    |
| 204601-204700 |                        |                        |                        |                                                        |
| 204601 -      | 2005 GJ179             | 13 d'abril de 2005     | Catalina               | CSS                                                    |
| 204602 -      | 2005 GC205             | 11 d'abril de 2005     | Kitt Peak              | M. W. Buie                                             |
| 204603 -      | 2005 JW3               | 2 de maig de 2005      | Kitt Peak              | Spacewatch                                             |
| 204604 -      | 2005 JZ4               | 4 de maig de 2005      | Kitt Peak              | Spacewatch                                             |
| 204605 -      | 2005 JG14              | 1 de maig de 2005      | Palomar                | NEAT                                                   |
| 204606 -      | 2005 JB19              | 4 de maig de 2005      | Mount Lemmon           | Mount Lemmon Survey                                    |
| 204607 -      | 2005 JA29              | 3 de maig de 2005      | Kitt Peak              | Spacewatch                                             |
| 204608 -      | 2005 JB43              | 8 de maig de 2005      | Mount Lemmon           | Mount Lemmon Survey                                    |
| 204609 -      | 2005 JO46              | 3 de maig de 2005      | Kitt Peak              | Spacewatch                                             |
| 204610 -      | 2005 JQ73              | 8 de maig de 2005      | Kitt Peak              | Spacewatch                                             |
| 204611 -      | 2005 JN109             | 11 de maig de 2005     | Cordell-Lorenz         | D. T. Durig                                            |
| 204612 -      | 2005 JE124             | 11 de maig de 2005     | Anderson Mesa          | LONEOS                                                 |
| 204613 -      | 2005 JU137             | 13 de maig de 2005     | Mount Lemmon           | Mount Lemmon Survey                                    |
| 204614 -      | 2005 JC146             | 13 de maig de 2005     | Mount Lemmon           | Mount Lemmon Survey                                    |
| 204615 -      | 2005 JM156             | 4 de maig de 2005      | Mount Lemmon           | Mount Lemmon Survey                                    |
| 204616 -      | 2005 KB12              | 31 de maig de 2005     | Catalina               | CSS                                                    |
| 204617 -      | 2005 LB5               | 1 de juny de 2005      | Kitt Peak              | Spacewatch                                             |
| 204618 -      | 2005 LL10              | 3 de juny de 2005      | Kitt Peak              | Spacewatch                                             |
| 204619 -      | 2005 LB37              | 13 de juny de 2005     | Bergisch Gladbach      | W. Bickel                                              |
| 204620 -      | 2005 LD38              | 11 de juny de 2005     | Kitt Peak              | Spacewatch                                             |
| 204621 -      | 2005 LU49              | 11 de juny de 2005     | Catalina               | CSS                                                    |
| 204622 -      | 2005 MD8               | 27 de juny de 2005     | Kitt Peak              | Spacewatch                                             |
| 204623 -      | 2005 ML23              | 24 de juny de 2005     | Palomar                | NEAT                                                   |
| 204624 -      | 2005 PF21              | 1 d'agost de 2005      | Siding Spring          | SSS                                                    |
| 204625 -      | 2005 RH34              | 15 de setembre de 2005 | Catalina               | CSS                                                    |
| 204626 -      | 2005 SF10              | 26 de setembre de 2005 | Socorro                | LINEAR                                                 |
| 204627 -      | 2005 WK54              | 21 de novembre de 2005 | Kitt Peak              | Spacewatch                                             |
| 204628 -      | 2005 WK102             | 29 de novembre de 2005 | Mount Lemmon           | Mount Lemmon Survey                                    |
| 204629 -      | 2005 XF38              | 4 de desembre de 2005  | Kitt Peak              | Spacewatch                                             |
| 204630 -      | 2005 XW57              | 1 de desembre de 2005  | Kitt Peak              | Spacewatch                                             |
| 204631 -      | 2005 XH64              | 6 de desembre de 2005  | Kitt Peak              | Spacewatch                                             |
| 204632 -      | 2005 XY114             | 1 de desembre de 2005  | Kitt Peak              | M. W. Buie                                             |
| 204633 -      | 2005 YD65              | 25 de desembre de 2005 | Kitt Peak              | Spacewatch                                             |
| 204634 -      | 2005 YB73              | 24 de desembre de 2005 | Kitt Peak              | Spacewatch                                             |
| 204635 -      | 2005 YC131             | 25 de desembre de 2005 | Mount Lemmon           | Mount Lemmon Survey                                    |
| 204636 -      | 2005 YW201             | 24 de desembre de 2005 | Kitt Peak              | Spacewatch                                             |
| 204637 -      | 2005 YG208             | 29 de desembre de 2005 | Catalina               | CSS                                                    |
| 204638 -      | 2006 AV4               | 2 de gener de 2006     | Catalina               | CSS                                                    |
| 204639 -      | 2006 AD17              | 5 de gener de 2006     | Kitt Peak              | Spacewatch                                             |
| 204640 -      | 2006 AS20              | 5 de gener de 2006     | Catalina               | CSS                                                    |
| 204641 -      | 2006 AX86              | 9 de gener de 2006     | Mount Lemmon           | Mount Lemmon Survey                                    |
| 204642 -      | 2006 AA94              | 8 de gener de 2006     | Kitt Peak              | Spacewatch                                             |
| 204643 -      | 2006 BZ18              | 22 de gener de 2006    | Anderson Mesa          | LONEOS                                                 |
| 204644 -      | 2006 BK32              | 20 de gener de 2006    | Kitt Peak              | Spacewatch                                             |
| 204645 -      | 2006 BE38              | 23 de gener de 2006    | Kitt Peak              | Spacewatch                                             |
| 204646 -      | 2006 BK54              | 25 de gener de 2006    | Kitt Peak              | Spacewatch                                             |
| 204647 -      | 2006 BY57              | 23 de gener de 2006    | Mount Lemmon           | Mount Lemmon Survey                                    |
| 204648 -      | 2006 BB65              | 22 de gener de 2006    | Mount Lemmon           | Mount Lemmon Survey                                    |
| 204649 -      | 2006 BT79              | 23 de gener de 2006    | Kitt Peak              | Spacewatch                                             |
| 204650 -      | 2006 BN99              | 29 de gener de 2006    | Jarnac                 | Jarnac                                                 |
| 204651 -      | 2006 BW123             | 26 de gener de 2006    | Kitt Peak              | Spacewatch                                             |
| 204652 -      | 2006 BO125             | 26 de gener de 2006    | Kitt Peak              | Spacewatch                                             |
| 204653 -      | 2006 BF158             | 25 de gener de 2006    | Kitt Peak              | Spacewatch                                             |
| 204654 -      | 2006 BJ161             | 26 de gener de 2006    | Kitt Peak              | Spacewatch                                             |
| 204655 -      | 2006 BJ193             | 30 de gener de 2006    | Kitt Peak              | Spacewatch                                             |
| 204656 -      | 2006 BU248             | 31 de gener de 2006    | Kitt Peak              | Spacewatch                                             |
| 204657 -      | 2006 BO262             | 31 de gener de 2006    | Kitt Peak              | Spacewatch                                             |
| 204658 -      | 2006 BK265             | 31 de gener de 2006    | Kitt Peak              | Spacewatch                                             |
| 204659 -      | 2006 CB18              | 1 de febrer de 2006    | Kitt Peak              | Spacewatch                                             |
| 204660 -      | 2006 CV18              | 1 de febrer de 2006    | Kitt Peak              | Spacewatch                                             |
| 204661 -      | 2006 CU21              | 1 de febrer de 2006    | Kitt Peak              | Spacewatch                                             |
| 204662 -      | 2006 CA22              | 1 de febrer de 2006    | Kitt Peak              | Spacewatch                                             |
| 204663 -      | 2006 CM62              | 11 de febrer de 2006   | Anderson Mesa          | LONEOS                                                 |
| 204664 -      | 2006 DA4               | 20 de febrer de 2006   | Catalina               | CSS                                                    |
| 204665 -      | 2006 DB4               | 20 de febrer de 2006   | Catalina               | CSS                                                    |
| 204666 -      | 2006 DB6               | 20 de febrer de 2006   | Catalina               | CSS                                                    |
| 204667 -      | 2006 DP9               | 21 de febrer de 2006   | Catalina               | CSS                                                    |
| 204668 -      | 2006 DP15              | 20 de febrer de 2006   | Kitt Peak              | Spacewatch                                             |
| 204669 -      | 2006 DP20              | 20 de febrer de 2006   | Catalina               | CSS                                                    |
| 204670 -      | 2006 DC24              | 20 de febrer de 2006   | Kitt Peak              | Spacewatch                                             |
| 204671 -      | 2006 DG31              | 20 de febrer de 2006   | Mount Lemmon           | Mount Lemmon Survey                                    |
| 204672 -      | 2006 DJ32              | 20 de febrer de 2006   | Mount Lemmon           | Mount Lemmon Survey                                    |
| 204673 -      | 2006 DO33              | 20 de febrer de 2006   | Kitt Peak              | Spacewatch                                             |
| 204674 -      | 2006 DQ57              | 24 de febrer de 2006   | Mount Lemmon           | Mount Lemmon Survey                                    |
| 204675 -      | 2006 DE72              | 22 de febrer de 2006   | Catalina               | CSS                                                    |
| 204676 -      | 2006 DL76              | 24 de febrer de 2006   | Kitt Peak              | Spacewatch                                             |
| 204677 -      | 2006 DQ76              | 24 de febrer de 2006   | Kitt Peak              | Spacewatch                                             |
| 204678 -      | 2006 DH81              | 24 de febrer de 2006   | Kitt Peak              | Spacewatch                                             |
| 204679 -      | 2006 DU84              | 24 de febrer de 2006   | Kitt Peak              | Spacewatch                                             |
| 204680 -      | 2006 DF96              | 24 de febrer de 2006   | Kitt Peak              | Spacewatch                                             |
| 204681 -      | 2006 DQ110             | 25 de febrer de 2006   | Kitt Peak              | Spacewatch                                             |
| 204682 -      | 2006 DF115             | 27 de febrer de 2006   | Kitt Peak              | Spacewatch                                             |
| 204683 -      | 2006 DJ152             | 25 de febrer de 2006   | Kitt Peak              | Spacewatch                                             |
| 204684 -      | 2006 DF164             | 27 de febrer de 2006   | Mount Lemmon           | Mount Lemmon Survey                                    |
| 204685 -      | 2006 DF166             | 27 de febrer de 2006   | Kitt Peak              | Spacewatch                                             |
| 204686 -      | 2006 DT183             | 27 de febrer de 2006   | Kitt Peak              | Spacewatch                                             |
| 204687 -      | 2006 DD190             | 27 de febrer de 2006   | Kitt Peak              | Spacewatch                                             |
| 204688 -      | 2006 DM199             | 23 de febrer de 2006   | Anderson Mesa          | LONEOS                                                 |
| 204689 -      | 2006 DO206             | 25 de febrer de 2006   | Kitt Peak              | Spacewatch                                             |
| 204690 -      | 2006 DC210             | 20 de febrer de 2006   | Kitt Peak              | Spacewatch                                             |
| 204691 -      | 2006 DC215             | 27 de febrer de 2006   | Mount Lemmon           | Mount Lemmon Survey                                    |
| 204692 -      | 2006 ET                | 4 de març de 2006      | Goodricke-Pigott       | R. A. Tucker                                           |
| 204693 -      | 2006 EM1               | 2 de març de 2006      | Nyukasa                | Nyukasa                                                |
| 204694 -      | 2006 EL2               | 3 de març de 2006      | Nyukasa                | Nyukasa                                                |
| 204695 -      | 2006 ER7               | 2 de març de 2006      | Kitt Peak              | Spacewatch                                             |
| 204696 -      | 2006 EW11              | 2 de març de 2006      | Kitt Peak              | Spacewatch                                             |
| 204697 -      | 2006 EX16              | 2 de març de 2006      | Mount Lemmon           | Mount Lemmon Survey                                    |
| 204698 -      | 2006 EB18              | 2 de març de 2006      | Mount Lemmon           | Mount Lemmon Survey                                    |
| 204699 -      | 2006 EO45              | 3 de març de 2006      | Nyukasa                | Nyukasa                                                |
| 204700 -      | 2006 EB55              | 5 de març de 2006      | Kitt Peak              | Spacewatch                                             |
| 204701-204800 |                        |                        |                        |                                                        |
| 204701 -      | 2006 EM65              | 5 de març de 2006      | Kitt Peak              | Spacewatch                                             |
| 204702 -      | 2006 FN9               | 19 de març de 2006     | Vicques                | M. Ory                                                 |
| 204703 -      | 2006 FD24              | 24 de març de 2006     | Kitt Peak              | Spacewatch                                             |
| 204704 -      | 2006 FD36              | 24 de març de 2006     | Socorro                | LINEAR                                                 |
| 204705 -      | 2006 FY37              | 30 de març de 2006     | Nyukasa                | A. Nakanishi, F. Futaba                                |
| 204706 -      | 2006 FC47              | 23 de març de 2006     | Catalina               | CSS                                                    |
| 204707 -      | 2006 FB52              | 26 de març de 2006     | Anderson Mesa          | LONEOS                                                 |
| 204708 -      | 2006 FG52              | 26 de març de 2006     | Siding Spring          | SSS                                                    |
| 204709 -      | 2006 FN54              | 25 de març de 2006     | Kitt Peak              | Spacewatch                                             |
| 204710 -      | 2006 GE                | 1 d'abril de 2006      | Lulin Observatory      | Q.-z. Ye                                               |
| 204711 -      | 2006 GN                | 1 d'abril de 2006      | Lulin Observatory      | Q.-z. Ye                                               |
| 204712 -      | 2006 GP13              | 2 d'abril de 2006      | Kitt Peak              | Spacewatch                                             |
| 204713 -      | 2006 GM14              | 2 d'abril de 2006      | Kitt Peak              | Spacewatch                                             |
| 204714 -      | 2006 GR19              | 2 d'abril de 2006      | Kitt Peak              | Spacewatch                                             |
| 204715 -      | 2006 GZ22              | 2 d'abril de 2006      | Kitt Peak              | Spacewatch                                             |
| 204716 -      | 2006 GV23              | 2 d'abril de 2006      | Kitt Peak              | Spacewatch                                             |
| 204717 -      | 2006 GQ25              | 2 d'abril de 2006      | Kitt Peak              | Spacewatch                                             |
| 204718 -      | 2006 GR38              | 6 d'abril de 2006      | Catalina               | CSS                                                    |
| 204719 -      | 2006 GD40              | 6 d'abril de 2006      | Socorro                | LINEAR                                                 |
| 204720 -      | 2006 GH41              | 7 d'abril de 2006      | Catalina               | CSS                                                    |
| 204721 -      | 2006 GN43              | 2 d'abril de 2006      | Kitt Peak              | Spacewatch                                             |
| 204722 -      | 2006 HK2               | 18 d'abril de 2006     | Palomar                | NEAT                                                   |
| 204723 -      | 2006 HO2               | 18 d'abril de 2006     | Kitt Peak              | Spacewatch                                             |
| 204724 -      | 2006 HU7               | 20 d'abril de 2006     | Catalina               | CSS                                                    |
| 204725 -      | 2006 HK11              | 19 d'abril de 2006     | Kitt Peak              | Spacewatch                                             |
| 204726 -      | 2006 HF25              | 20 d'abril de 2006     | Kitt Peak              | Spacewatch                                             |
| 204727 -      | 2006 HT26              | 20 d'abril de 2006     | Kitt Peak              | Spacewatch                                             |
| 204728 -      | 2006 HP35              | 19 d'abril de 2006     | Catalina               | CSS                                                    |
| 204729 -      | 2006 HR39              | 21 d'abril de 2006     | Catalina               | CSS                                                    |
| 204730 -      | 2006 HZ39              | 21 d'abril de 2006     | Kitt Peak              | Spacewatch                                             |
| 204731 -      | 2006 HK43              | 24 d'abril de 2006     | Mount Lemmon           | Mount Lemmon Survey                                    |
| 204732 -      | 2006 HH49              | 25 d'abril de 2006     | Kitt Peak              | Spacewatch                                             |
| 204733 -      | 2006 HP63              | 24 d'abril de 2006     | Kitt Peak              | Spacewatch                                             |
| 204734 -      | 2006 HY66              | 24 d'abril de 2006     | Kitt Peak              | Spacewatch                                             |
| 204735 -      | 2006 HX67              | 24 d'abril de 2006     | Mount Lemmon           | Mount Lemmon Survey                                    |
| 204736 -      | 2006 HF72              | 25 d'abril de 2006     | Kitt Peak              | Spacewatch                                             |
| 204737 -      | 2006 HC74              | 25 d'abril de 2006     | Kitt Peak              | Spacewatch                                             |
| 204738 -      | 2006 HW83              | 26 d'abril de 2006     | Kitt Peak              | Spacewatch                                             |
| 204739 -      | 2006 HA85              | 26 d'abril de 2006     | Kitt Peak              | Spacewatch                                             |
| 204740 -      | 2006 HB87              | 29 d'abril de 2006     | Siding Spring          | SSS                                                    |
| 204741 -      | 2006 HQ88              | 30 d'abril de 2006     | Catalina               | CSS                                                    |
| 204742 -      | 2006 HD100             | 30 d'abril de 2006     | Kitt Peak              | Spacewatch                                             |
| 204743 -      | 2006 HK102             | 30 d'abril de 2006     | Kitt Peak              | Spacewatch                                             |
| 204744 -      | 2006 HG103             | 30 d'abril de 2006     | Kitt Peak              | Spacewatch                                             |
| 204745 -      | 2006 HJ114             | 26 d'abril de 2006     | Kitt Peak              | Spacewatch                                             |
| 204746 -      | 2006 HM152             | 20 d'abril de 2006     | Kitt Peak              | Spacewatch                                             |
| 204747 -      | 2006 JF2               | 1 de maig de 2006      | Socorro                | LINEAR                                                 |
| 204748 -      | 2006 JL3               | 2 de maig de 2006      | Mount Lemmon           | Mount Lemmon Survey                                    |
| 204749 -      | 2006 JZ13              | 4 de maig de 2006      | Mount Lemmon           | Mount Lemmon Survey                                    |
| 204750 -      | 2006 JM14              | 4 de maig de 2006      | Siding Spring          | SSS                                                    |
| 204751 -      | 2006 JN18              | 2 de maig de 2006      | Mount Lemmon           | Mount Lemmon Survey                                    |
| 204752 -      | 2006 JG21              | 2 de maig de 2006      | Kitt Peak              | Spacewatch                                             |
| 204753 -      | 2006 JK24              | 4 de maig de 2006      | Mount Lemmon           | Mount Lemmon Survey                                    |
| 204754 -      | 2006 JK30              | 3 de maig de 2006      | Kitt Peak              | Spacewatch                                             |
| 204755 -      | 2006 JK35              | 4 de maig de 2006      | Kitt Peak              | Spacewatch                                             |
| 204756 -      | 2006 JF36              | 4 de maig de 2006      | Kitt Peak              | Spacewatch                                             |
| 204757 -      | 2006 JL37              | 5 de maig de 2006      | Kitt Peak              | Spacewatch                                             |
| 204758 -      | 2006 JS39              | 6 de maig de 2006      | Mount Lemmon           | Mount Lemmon Survey                                    |
| 204759 -      | 2006 JF45              | 7 de maig de 2006      | Mount Lemmon           | Mount Lemmon Survey                                    |
| 204760 -      | 2006 JN50              | 2 de maig de 2006      | Mount Lemmon           | Mount Lemmon Survey                                    |
| 204761 -      | 2006 JU53              | 7 de maig de 2006      | Kitt Peak              | Spacewatch                                             |
| 204762 -      | 2006 JC54              | 7 de maig de 2006      | Mount Lemmon           | Mount Lemmon Survey                                    |
| 204763 -      | 2006 JP56              | 7 de maig de 2006      | Catalina               | CSS                                                    |
| 204764 -      | 2006 JW59              | 1 de maig de 2006      | Kitt Peak              | M. W. Buie                                             |
| 204765 -      | 2006 KH                | 16 de maig de 2006     | Palomar                | NEAT                                                   |
| 204766 -      | 2006 KW3               | 19 de maig de 2006     | Mount Lemmon           | Mount Lemmon Survey                                    |
| 204767 -      | 2006 KD4               | 19 de maig de 2006     | Anderson Mesa          | LONEOS                                                 |
| 204768 -      | 2006 KX4               | 19 de maig de 2006     | Mount Lemmon           | Mount Lemmon Survey                                    |
| 204769 -      | 2006 KG8               | 19 de maig de 2006     | Mount Lemmon           | Mount Lemmon Survey                                    |
| 204770 -      | 2006 KB10              | 19 de maig de 2006     | Catalina               | CSS                                                    |
| 204771 -      | 2006 KB20              | 18 de maig de 2006     | Siding Spring          | SSS                                                    |
| 204772 -      | 2006 KR29              | 20 de maig de 2006     | Kitt Peak              | Spacewatch                                             |
| 204773 -      | 2006 KD38              | 16 de maig de 2006     | Siding Spring          | SSS                                                    |
| 204774 -      | 2006 KH39              | 18 de maig de 2006     | Siding Spring          | SSS                                                    |
| 204775 -      | 2006 KA41              | 19 de maig de 2006     | Mount Lemmon           | Mount Lemmon Survey                                    |
| 204776 -      | 2006 KF43              | 20 de maig de 2006     | Kitt Peak              | Spacewatch                                             |
| 204777 -      | 2006 KV43              | 20 de maig de 2006     | Siding Spring          | SSS                                                    |
| 204778 -      | 2006 KS46              | 21 de maig de 2006     | Mount Lemmon           | Mount Lemmon Survey                                    |
| 204779 -      | 2006 KX46              | 21 de maig de 2006     | Mount Lemmon           | Mount Lemmon Survey                                    |
| 204780 -      | 2006 KA52              | 21 de maig de 2006     | Kitt Peak              | Spacewatch                                             |
| 204781 -      | 2006 KX64              | 23 de maig de 2006     | Mount Lemmon           | Mount Lemmon Survey                                    |
| 204782 -      | 2006 KU75              | 24 de maig de 2006     | Palomar                | NEAT                                                   |
| 204783 -      | 2006 KW89              | 21 de maig de 2006     | Mount Lemmon           | Mount Lemmon Survey                                    |
| 204784 -      | 2006 KL93              | 25 de maig de 2006     | Kitt Peak              | Spacewatch                                             |
| 204785 -      | 2006 KT102             | 28 de maig de 2006     | Catalina               | CSS                                                    |
| 204786 -      | 2006 KU131             | 25 de maig de 2006     | Mauna Kea              | P. A. Wiegert                                          |
| 204787 -      | 2006 NB1               | 6 de juliol de 2006    | Siding Spring          | SSS                                                    |
| 204788 -      | 2006 PG11              | 13 d'agost de 2006     | Palomar                | NEAT                                                   |
| 204789 -      | 2006 PE37              | 12 d'agost de 2006     | Palomar                | NEAT                                                   |
| 204790 -      | 2006 QN10              | 21 d'agost de 2006     | Hibiscus               | S. F. Hönig                                            |
| 204791 -      | 2006 QK58              | 27 d'agost de 2006     | Goodricke-Pigott       | R. A. Tucker                                           |
| 204792 -      | 2006 QS59              | 19 d'agost de 2006     | Palomar                | NEAT                                                   |
| 204793 -      | 2006 QD79              | 23 d'agost de 2006     | Palomar                | NEAT                                                   |
| 204794 -      | 2006 QD81              | 24 d'agost de 2006     | Palomar                | NEAT                                                   |
| 204795 -      | 2006 QK87              | 27 d'agost de 2006     | Kitt Peak              | Spacewatch                                             |
| 204796 -      | 2006 QX102             | 27 d'agost de 2006     | Kitt Peak              | Spacewatch                                             |
| 204797 -      | 2006 QO116             | 27 d'agost de 2006     | Anderson Mesa          | LONEOS                                                 |
| 204798 -      | 2006 QU129             | 19 d'agost de 2006     | Anderson Mesa          | LONEOS                                                 |
| 204799 -      | 2006 RW4               | 14 de setembre de 2006 | Kitt Peak              | Spacewatch                                             |
| 204800 -      | 2006 RL26              | 14 de setembre de 2006 | Catalina               | CSS                                                    |
| 204801-204900 |                        |                        |                        |                                                        |
| 204801 -      | 2006 RS59              | 15 de setembre de 2006 | Kitt Peak              | Spacewatch                                             |
| 204802 -      | 2006 SS22              | 17 de setembre de 2006 | Anderson Mesa          | LONEOS                                                 |
| 204803 -      | 2006 SQ98              | 18 de setembre de 2006 | Kitt Peak              | Spacewatch                                             |
| 204804 -      | 2006 SU373             | 16 de setembre de 2006 | Apache Point           | A. C. Becker                                           |
| 204805 -      | 2006 TS9               | 11 d'octubre de 2006   | Modra                  | Modra                                                  |
| 204806 -      | 2007 GX10              | 11 d'abril de 2007     | Kitt Peak              | Spacewatch                                             |
| 204807 -      | 2007 GQ23              | 11 d'abril de 2007     | Kitt Peak              | Spacewatch                                             |
| 204808 -      | 2007 GH27              | 14 d'abril de 2007     | Kitt Peak              | Spacewatch                                             |
| 204809 -      | 2007 HJ27              | 18 d'abril de 2007     | Mount Lemmon           | Mount Lemmon Survey                                    |
| 204810 -      | 2007 JQ30              | 11 de maig de 2007     | Mount Lemmon           | Mount Lemmon Survey                                    |
| 204811 -      | 2007 LO33              | 11 de juny de 2007     | Siding Spring          | SSS                                                    |
| 204812 -      | 2007 ME3               | 16 de juny de 2007     | Kitt Peak              | Spacewatch                                             |
| 204813 -      | 2007 MM6               | 21 de juny de 2007     | Tiki                   | S. F. Hönig, N. Teamo                                  |
| 204814 -      | 2007 MD10              | 21 de juny de 2007     | Anderson Mesa          | LONEOS                                                 |
| 204815 -      | 2007 NP1               | 10 de juliol de 2007   | Siding Spring          | SSS                                                    |
| 204816 -      | 2007 OZ                | 16 de juliol de 2007   | Vallemare di Borbona   | V. S. Casulli                                          |
| 204817 -      | 2007 OE1               | 18 de juliol de 2007   | Mount Lemmon           | Mount Lemmon Survey                                    |
| 204818 -      | 2007 OE4               | 22 de juliol de 2007   | Tiki                   | S. F. Hönig, N. Teamo                                  |
| 204819 -      | 2007 PU1               | 6 d'agost de 2007      | Reedy Creek            | J. Broughton                                           |
| 204820 -      | 2007 PY2               | 7 d'agost de 2007      | Reedy Creek            | J. Broughton                                           |
| 204821 -      | 2007 PJ10              | 9 d'agost de 2007      | Socorro                | LINEAR                                                 |
| 204822 -      | 2007 PZ10              | 11 d'agost de 2007     | OAM                    | La Sagra                                               |
| 204823 -      | 2007 PX13              | 8 d'agost de 2007      | Socorro                | LINEAR                                                 |
| 204824 -      | 2007 PP17              | 9 d'agost de 2007      | Socorro                | LINEAR                                                 |
| 204825 -      | 2007 PS18              | 9 d'agost de 2007      | Socorro                | LINEAR                                                 |
| 204826 -      | 2007 PL20              | 9 d'agost de 2007      | Socorro                | LINEAR                                                 |
| 204827 -      | 2007 PR20              | 9 d'agost de 2007      | Socorro                | LINEAR                                                 |
| 204828 -      | 2007 PF22              | 10 d'agost de 2007     | Kitt Peak              | Spacewatch                                             |
| 204829 -      | 2007 PJ24              | 12 d'agost de 2007     | Socorro                | LINEAR                                                 |
| 204830 -      | 2007 PP25              | 13 d'agost de 2007     | Bisei SG Center        | BATTeRS                                                |
| 204831 -      | 2007 PQ28              | 14 d'agost de 2007     | Zvezdno Obshtestvo     | Zvezdno Obshtestvo                                     |
| 204832 -      | 2007 PH31              | 5 d'agost de 2007      | Socorro                | LINEAR                                                 |
| 204833 -      | 2007 PY34              | 9 d'agost de 2007      | Kitt Peak              | Spacewatch                                             |
| 204834 -      | 2007 PN35              | 10 d'agost de 2007     | Kitt Peak              | Spacewatch                                             |
| 204835 -      | 2007 PC45              | 10 d'agost de 2007     | Kitt Peak              | Spacewatch                                             |
| 204836 -      | 2007 QS1               | 16 d'agost de 2007     | XuYi                   | PMO NEO Survey Program                                 |
| 204837 -      | 2007 QM2               | 21 d'agost de 2007     | Hibiscus               | S. F. Hönig, N. Teamo                                  |
| 204838 -      | 2007 QQ6               | 21 d'agost de 2007     | Anderson Mesa          | LONEOS                                                 |
| 204839 -      | 2007 QK13              | 16 d'agost de 2007     | XuYi                   | PMO NEO Survey Program                                 |
| 204840 -      | 2007 RD3               | 3 de setembre de 2007  | Catalina               | CSS                                                    |
| 204841 -      | 2007 RJ13              | 3 de setembre de 2007  | Catalina               | CSS                                                    |
| 204842 -      | 2007 RN19              | 5 de setembre de 2007  | Lulin Observatory      | LUSS                                                   |
| 204843 -      | 2007 RF21              | 3 de setembre de 2007  | Catalina               | CSS                                                    |
| 204844 -      | 2007 RT23              | 3 de setembre de 2007  | Catalina               | CSS                                                    |
| 204845 -      | 2007 RG38              | 8 de setembre de 2007  | Anderson Mesa          | LONEOS                                                 |
| 204846 -      | 2007 RD48              | 9 de setembre de 2007  | Mount Lemmon           | Mount Lemmon Survey                                    |
| 204847 -      | 2007 RN63              | 10 de setembre de 2007 | Mount Lemmon           | Mount Lemmon Survey                                    |
| 204848 -      | 2007 RK70              | 10 de setembre de 2007 | Kitt Peak              | Spacewatch                                             |
| 204849 -      | 2007 RK105             | 11 de setembre de 2007 | Catalina               | CSS                                                    |
| 204850 -      | 2007 RD121             | 12 de setembre de 2007 | Mount Lemmon           | Mount Lemmon Survey                                    |
| 204851 -      | 2007 RW130             | 12 de setembre de 2007 | Mount Lemmon           | Mount Lemmon Survey                                    |
| 204852 -      | 2007 RH133             | 15 de setembre de 2007 | Taunus                 | Taunus                                                 |
| 204853 -      | 2007 RB136             | 14 de setembre de 2007 | Mount Lemmon           | Mount Lemmon Survey                                    |
| 204854 -      | 2007 RF140             | 13 de setembre de 2007 | Socorro                | LINEAR                                                 |
| 204855 -      | 2007 RT140             | 13 de setembre de 2007 | Socorro                | LINEAR                                                 |
| 204856 -      | 2007 RS155             | 10 de setembre de 2007 | Mount Lemmon           | Mount Lemmon Survey                                    |
| 204857 -      | 2007 RM156             | 10 de setembre de 2007 | Mount Lemmon           | Mount Lemmon Survey                                    |
| 204858 -      | 2007 RN176             | 10 de setembre de 2007 | Catalina               | CSS                                                    |
| 204859 -      | 2007 RF180             | 11 de setembre de 2007 | Catalina               | CSS                                                    |
| 204860 -      | 2007 RX193             | 12 de setembre de 2007 | Kitt Peak              | Spacewatch                                             |
| 204861 -      | 2007 RP204             | 9 de setembre de 2007  | Kitt Peak              | Spacewatch                                             |
| 204862 -      | 2007 RC206             | 10 de setembre de 2007 | Mount Lemmon           | Mount Lemmon Survey                                    |
| 204863 -      | 2007 RF211             | 11 de setembre de 2007 | Kitt Peak              | Spacewatch                                             |
| 204864 -      | 2007 RK211             | 11 de setembre de 2007 | Mount Lemmon           | Mount Lemmon Survey                                    |
| 204865 -      | 2007 RU233             | 12 de setembre de 2007 | Mount Lemmon           | Mount Lemmon Survey                                    |
| 204866 -      | 2007 RE235             | 12 de setembre de 2007 | Mount Lemmon           | Mount Lemmon Survey                                    |
| 204867 -      | 2007 RQ242             | 15 de setembre de 2007 | Socorro                | LINEAR                                                 |
| 204868 -      | 2007 RE267             | 15 de setembre de 2007 | Kitt Peak              | Spacewatch                                             |
| 204869 -      | 2007 RL275             | 6 de setembre de 2007  | Siding Spring          | SSS                                                    |
| 204870 -      | 2007 RJ278             | 5 de setembre de 2007  | Catalina               | CSS                                                    |
| 204871 -      | 2007 RB285             | 12 de setembre de 2007 | Mount Lemmon           | Mount Lemmon Survey                                    |
| 204872 -      | 2007 RE295             | 14 de setembre de 2007 | Mount Lemmon           | Mount Lemmon Survey                                    |
| 204873 -      | 2007 SW1               | 17 de setembre de 2007 | Taunus                 | Taunus                                                 |
| 204874 -      | 2007 SR4               | 20 de setembre de 2007 | Altschwendt            | W. Ries                                                |
| 204875 -      | 2007 SZ8               | 18 de setembre de 2007 | Kitt Peak              | Spacewatch                                             |
| 204876 -      | 2007 TZ1               | 4 d'octubre de 2007    | Mount Lemmon           | Mount Lemmon Survey                                    |
| 204877 -      | 2007 TF5               | 4 d'octubre de 2007    | Kitt Peak              | Spacewatch                                             |
| 204878 -      | 2007 TE14              | 3 d'octubre de 2007    | Hibiscus               | Hibiscus                                               |
| 204879 -      | 2007 TM32              | 6 d'octubre de 2007    | Kitt Peak              | Spacewatch                                             |
| 204880 -      | 2007 TQ66              | 10 d'octubre de 2007   | Chante-Perdrix         | Chante-Perdrix                                         |
| 204881 -      | 2007 TR95              | 7 d'octubre de 2007    | Catalina               | CSS                                                    |
| 204882 -      | 2007 TJ127             | 6 d'octubre de 2007    | Kitt Peak              | Spacewatch                                             |
| 204883 -      | 2007 TR128             | 6 d'octubre de 2007    | Kitt Peak              | Spacewatch                                             |
| 204884 -      | 2007 TB136             | 8 d'octubre de 2007    | Catalina               | CSS                                                    |
| 204885 -      | 2007 TD144             | 6 d'octubre de 2007    | Socorro                | LINEAR                                                 |
| 204886 -      | 2007 TC145             | 6 d'octubre de 2007    | Socorro                | LINEAR                                                 |
| 204887 -      | 2007 TX148             | 8 d'octubre de 2007    | Socorro                | LINEAR                                                 |
| 204888 -      | 2007 TH187             | 13 d'octubre de 2007   | Socorro                | LINEAR                                                 |
| 204889 -      | 2007 TR269             | 9 d'octubre de 2007    | Kitt Peak              | Spacewatch                                             |
| 204890 -      | 2007 TR305             | 14 d'octubre de 2007   | Mount Lemmon           | Mount Lemmon Survey                                    |
| 204891 -      | 2007 TY323             | 11 d'octubre de 2007   | Kitt Peak              | Spacewatch                                             |
| 204892 -      | 2007 TQ331             | 11 d'octubre de 2007   | Kitt Peak              | Spacewatch                                             |
| 204893 -      | 2007 TD355             | 11 d'octubre de 2007   | Catalina               | CSS                                                    |
| 204894 -      | 2007 TF372             | 13 d'octubre de 2007   | Mount Lemmon           | Mount Lemmon Survey                                    |
| 204895 -      | 2007 TS375             | 15 d'octubre de 2007   | Mount Lemmon           | Mount Lemmon Survey                                    |
| 204896 -      | 2007 UQ1               | 16 d'octubre de 2007   | Vallemare di Borbona   | V. S. Casulli                                          |
| 204897 -      | 2007 UL19              | 18 d'octubre de 2007   | Mount Lemmon           | Mount Lemmon Survey                                    |
| 204898 -      | 2007 UA30              | 19 d'octubre de 2007   | Anderson Mesa          | LONEOS                                                 |
| 204899 -      | 2007 UE56              | 30 d'octubre de 2007   | Mount Lemmon           | Mount Lemmon Survey                                    |
| 204900 -      | 2007 UR90              | 30 d'octubre de 2007   | Mount Lemmon           | Mount Lemmon Survey                                    |
| 204901-205000 |                        |                        |                        |                                                        |
| 204901 -      | 2007 US93              | 31 d'octubre de 2007   | Mount Lemmon           | Mount Lemmon Survey                                    |
| 204902 -      | 2007 UB126             | 17 d'octubre de 2007   | Catalina               | CSS                                                    |
| 204903 -      | 2007 UO133             | 30 d'octubre de 2007   | Catalina               | CSS                                                    |
| 204904 -      | 2007 VS80              | 4 de novembre de 2007  | Kitt Peak              | Spacewatch                                             |
| 204905 -      | 2007 VR84              | 7 de novembre de 2007  | OAM                    | La Sagra                                               |
| 204906 -      | 2007 VM270             | 3 de novembre de 2007  | Kitt Peak              | Spacewatch                                             |
| 204907 -      | 2007 VP291             | 14 de novembre de 2007 | Kitt Peak              | Spacewatch                                             |
| 204908 -      | 2007 WS10              | 17 de novembre de 2007 | Catalina               | CSS                                                    |
| 204909 -      | 2008 DP43              | 28 de febrer de 2008   | Mount Lemmon           | Mount Lemmon Survey                                    |
| 204910 -      | 2008 HU12              | 24 d'abril de 2008     | Kitt Peak              | Spacewatch                                             |
| 204911 -      | 2008 QE5               | 22 d'agost de 2008     | Kitt Peak              | Spacewatch                                             |
| 204912 -      | 2008 RH94              | 6 de setembre de 2008  | Kitt Peak              | Spacewatch                                             |
| 204913 -      | 2008 RG108             | 9 de setembre de 2008  | Mount Lemmon           | Mount Lemmon Survey                                    |
| 204914 -      | 2008 SQ35              | 20 de setembre de 2008 | Kitt Peak              | Spacewatch                                             |
| 204915 -      | 2008 ST52              | 20 de setembre de 2008 | Mount Lemmon           | Mount Lemmon Survey                                    |
| 204916 -      | 2008 SU54              | 20 de setembre de 2008 | Mount Lemmon           | Mount Lemmon Survey                                    |
| 204917 -      | 2008 SY82              | 26 de setembre de 2008 | Bisei SG Center        | BATTeRS                                                |
| 204918 -      | 2008 SW142             | 24 de setembre de 2008 | Mount Lemmon           | Mount Lemmon Survey                                    |
| 204919 -      | 2008 SH147             | 24 de setembre de 2008 | Kitt Peak              | Spacewatch                                             |
| 204920 -      | 2008 SR163             | 28 de setembre de 2008 | Socorro                | LINEAR                                                 |
| 204921 -      | 2008 SE173             | 22 de setembre de 2008 | Mount Lemmon           | Mount Lemmon Survey                                    |
| 204922 -      | 2008 SY206             | 26 de setembre de 2008 | Kitt Peak              | Spacewatch                                             |
| 204923 -      | 2008 SZ260             | 23 de setembre de 2008 | Kitt Peak              | Spacewatch                                             |
| 204924 -      | 2008 SN266             | 24 de setembre de 2008 | Catalina               | CSS                                                    |
| 204925 -      | 2008 TG5               | 1 d'octubre de 2008    | OAM                    | La Sagra                                               |
| 204926 -      | 2008 TX8               | 6 d'octubre de 2008    | Goodricke-Pigott       | R. A. Tucker                                           |
| 204927 -      | 2008 TM52              | 2 d'octubre de 2008    | Kitt Peak              | Spacewatch                                             |
| 204928 -      | 2008 TZ68              | 2 d'octubre de 2008    | Kitt Peak              | Spacewatch                                             |
| 204929 -      | 2008 TV82              | 3 d'octubre de 2008    | Kitt Peak              | Spacewatch                                             |
| 204930 -      | 2008 TD105             | 6 d'octubre de 2008    | Kitt Peak              | Spacewatch                                             |
| 204931 -      | 2008 UJ34              | 20 d'octubre de 2008   | Kitt Peak              | Spacewatch                                             |
| 204932 -      | 2008 UV35              | 20 d'octubre de 2008   | Mount Lemmon           | Mount Lemmon Survey                                    |
| 204933 -      | 2008 UE42              | 20 d'octubre de 2008   | Kitt Peak              | Spacewatch                                             |
| 204934 -      | 2008 UO99              | 29 d'octubre de 2008   | Goodricke-Pigott       | R. A. Tucker                                           |
| 204935 -      | 2008 UZ108             | 21 d'octubre de 2008   | Mount Lemmon           | Mount Lemmon Survey                                    |
| 204936 -      | 2008 UG142             | 23 d'octubre de 2008   | Kitt Peak              | Spacewatch                                             |
| 204937 -      | 2008 UF156             | 23 d'octubre de 2008   | Kitt Peak              | Spacewatch                                             |
| 204938 -      | 2008 UW159             | 23 d'octubre de 2008   | Kitt Peak              | Spacewatch                                             |
| 204939 -      | 2008 UV172             | 24 d'octubre de 2008   | Kitt Peak              | Spacewatch                                             |
| 204940 -      | 2008 UR193             | 25 d'octubre de 2008   | Mount Lemmon           | Mount Lemmon Survey                                    |
| 204941 -      | 2008 UD198             | 24 d'octubre de 2008   | Socorro                | LINEAR                                                 |
| 204942 -      | 2008 UT256             | 27 d'octubre de 2008   | Kitt Peak              | Spacewatch                                             |
| 204943 -      | 2008 UA263             | 27 d'octubre de 2008   | Kitt Peak              | Spacewatch                                             |
| 204944 -      | 2008 UM279             | 28 d'octubre de 2008   | Mount Lemmon           | Mount Lemmon Survey                                    |
| 204945 -      | 2008 UB287             | 28 d'octubre de 2008   | Mount Lemmon           | Mount Lemmon Survey                                    |
| 204946 -      | 2008 UN302             | 29 d'octubre de 2008   | Kitt Peak              | Spacewatch                                             |
| 204947 -      | 2008 UE315             | 30 d'octubre de 2008   | Kitt Peak              | Spacewatch                                             |
| 204948 -      | 2008 UG325             | 31 d'octubre de 2008   | Kitt Peak              | Spacewatch                                             |
| 204949 -      | 2008 VT                | 2 de novembre de 2008  | RAS                    | A. Lowe                                                |
| 204950 -      | 2008 VU46              | 3 de novembre de 2008  | Kitt Peak              | Spacewatch                                             |
| 204951 -      | 2008 VR53              | 6 de novembre de 2008  | Catalina               | CSS                                                    |
| 204952 -      | 2008 VM57              | 6 de novembre de 2008  | Mount Lemmon           | Mount Lemmon Survey                                    |
| 204953 -      | 2008 WN4               | 17 de novembre de 2008 | Kitt Peak              | Spacewatch                                             |
| 204954 -      | 2008 WS24              | 18 de novembre de 2008 | Catalina               | CSS                                                    |
| 204955 -      | 2008 WF60              | 19 de novembre de 2008 | Socorro                | LINEAR                                                 |
| 204956 -      | 2008 WS61              | 22 de novembre de 2008 | OAM                    | La Sagra                                               |
| 204957 -      | 2008 WK68              | 18 de novembre de 2008 | Kitt Peak              | Spacewatch                                             |
| 204958 -      | 2008 WQ88              | 21 de novembre de 2008 | Kitt Peak              | Spacewatch                                             |
| 204959 -      | 2008 WT98              | 23 de novembre de 2008 | OAM                    | La Sagra                                               |
| 204960 -      | 4713 P-L               | 24 de setembre de 1960 | Palomar                | C. J. van Houten, I. van Houten-Groeneveld, T. Gehrels |
| 204961 -      | 6377 P-L               | 24 de setembre de 1960 | Palomar                | C. J. van Houten, I. van Houten-Groeneveld, T. Gehrels |
| 204962 -      | 5057 T-2               | 25 de setembre de 1973 | Palomar                | C. J. van Houten, I. van Houten-Groeneveld, T. Gehrels |
| 204963 -      | 1981 EW29              | 2 de març de 1981      | Siding Spring          | S. J. Bus                                              |
| 204964 -      | 1981 EN46              | 2 de març de 1981      | Siding Spring          | S. J. Bus                                              |
| 204965 -      | 1989 SY4               | 26 de setembre de 1989 | La Silla               | E. W. Elst                                             |
| 204966 -      | 1990 QX3               | 22 d'agost de 1990     | Palomar                | H. E. Holt                                             |
| 204967 -      | 1991 TH7               | 3 d'octubre de 1991    | Tautenburg Observatory | F. Börngen, L. D. Schmadel                             |
| 204968 -      | 1991 TM11              | 11 d'octubre de 1991   | Kitt Peak              | Spacewatch                                             |
| 204969 -      | 1991 VU11              | 8 de novembre de 1991  | Kitt Peak              | Spacewatch                                             |
| 204970 -      | 1992 DQ6               | 29 de febrer de 1992   | La Silla               | UESAC                                                  |
| 204971 -      | 1993 FG9               | 17 de març de 1993     | La Silla               | UESAC                                                  |
| 204972 -      | 1993 QV8               | 20 d'agost de 1993     | La Silla               | E. W. Elst                                             |
| 204973 -      | 1993 SN9               | 22 de setembre de 1993 | La Silla               | H. Debehogne, E. W. Elst                               |
| 204974 -      | 1993 TO7               | 9 d'octubre de 1993    | Kitt Peak              | Spacewatch                                             |
| 204975 -      | 1993 TW35              | 11 d'octubre de 1993   | La Silla               | E. W. Elst                                             |
| 204976 -      | 1994 JT1               | 1 de maig de 1994      | Kitt Peak              | Spacewatch                                             |
| 204977 -      | 1994 SZ8               | 28 de setembre de 1994 | Kitt Peak              | Spacewatch                                             |
| 204978 -      | 1994 SE12              | 29 de setembre de 1994 | Kitt Peak              | Spacewatch                                             |
| 204979 -      | 1994 TW10              | 9 d'octubre de 1994    | Kitt Peak              | Spacewatch                                             |
| 204980 -      | 1994 TO11              | 10 d'octubre de 1994   | Kitt Peak              | Spacewatch                                             |
| 204981 -      | 1995 EX6               | 2 de març de 1995      | Kitt Peak              | Spacewatch                                             |
| 204982 -      | 1995 FT3               | 23 de març de 1995     | Kitt Peak              | Spacewatch                                             |
| 204983 -      | 1995 GV4               | 5 d'abril de 1995      | Kitt Peak              | Spacewatch                                             |
| 204984 -      | 1995 UL9               | 16 d'octubre de 1995   | Kitt Peak              | Spacewatch                                             |
| 204985 -      | 1995 UW13              | 17 d'octubre de 1995   | Kitt Peak              | Spacewatch                                             |
| 204986 -      | 1995 UB22              | 19 d'octubre de 1995   | Kitt Peak              | Spacewatch                                             |
| 204987 -      | 1995 UN40              | 23 d'octubre de 1995   | Kitt Peak              | Spacewatch                                             |
| 204988 -      | 1995 US58              | 18 d'octubre de 1995   | Kitt Peak              | Spacewatch                                             |
| 204989 -      | 1995 UX65              | 17 d'octubre de 1995   | Kitt Peak              | Spacewatch                                             |
| 204990 -      | 1995 YP14              | 20 de desembre de 1995 | Kitt Peak              | Spacewatch                                             |
| 204991 -      | 1996 EZ3               | 11 de març de 1996     | Kitt Peak              | Spacewatch                                             |
| 204992 -      | 1996 ES4               | 11 de març de 1996     | Kitt Peak              | Spacewatch                                             |
| 204993 -      | 1996 EV9               | 12 de març de 1996     | Kitt Peak              | Spacewatch                                             |
| 204994 -      | 1996 RJ14              | 8 de setembre de 1996  | Kitt Peak              | Spacewatch                                             |
| 204995 -      | 1996 TZ2               | 3 d'octubre de 1996    | Xinglong               | Beijing Schmidt CCD Asteroid Program                   |
| 204996 -      | 1996 TU5               | 3 d'octubre de 1996    | Xinglong               | Beijing Schmidt CCD Asteroid Program                   |
| 204997 -      | 1996 VE13              | 5 de novembre de 1996  | Kitt Peak              | Spacewatch                                             |
| 204998 -      | 1996 VV13              | 5 de novembre de 1996  | Kitt Peak              | Spacewatch                                             |
| 204999 -      | 1996 VD14              | 5 de novembre de 1996  | Kitt Peak              | Spacewatch                                             |
| 205000 -      | 1996 VA16              | 5 de novembre de 1996  | Kitt Peak              | Spacewatch                                             |